# Unser Frauen (Memmingen)

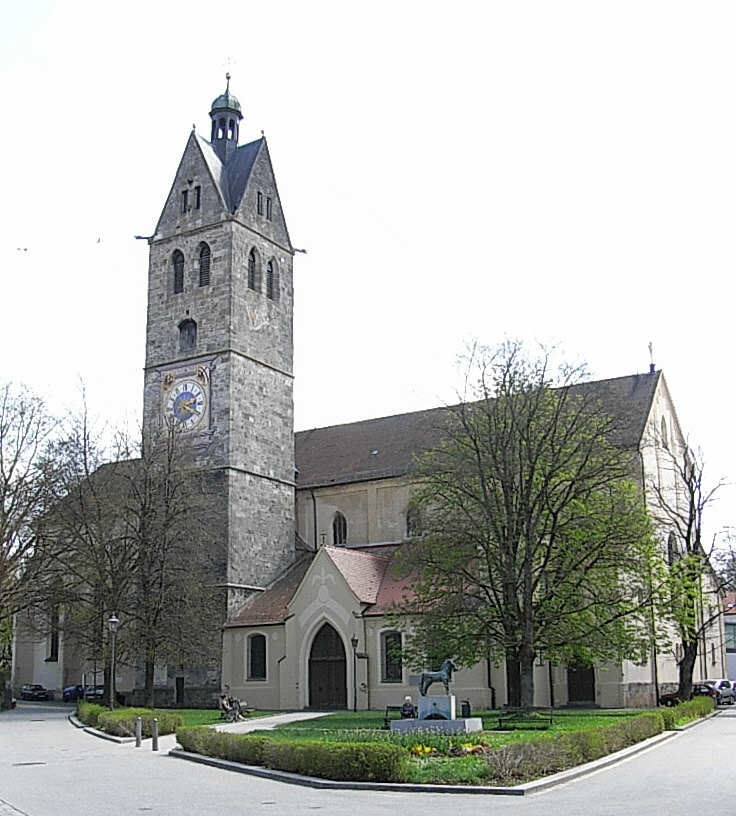
Die Kirche Unser Frauen zu Memmingen von Norden

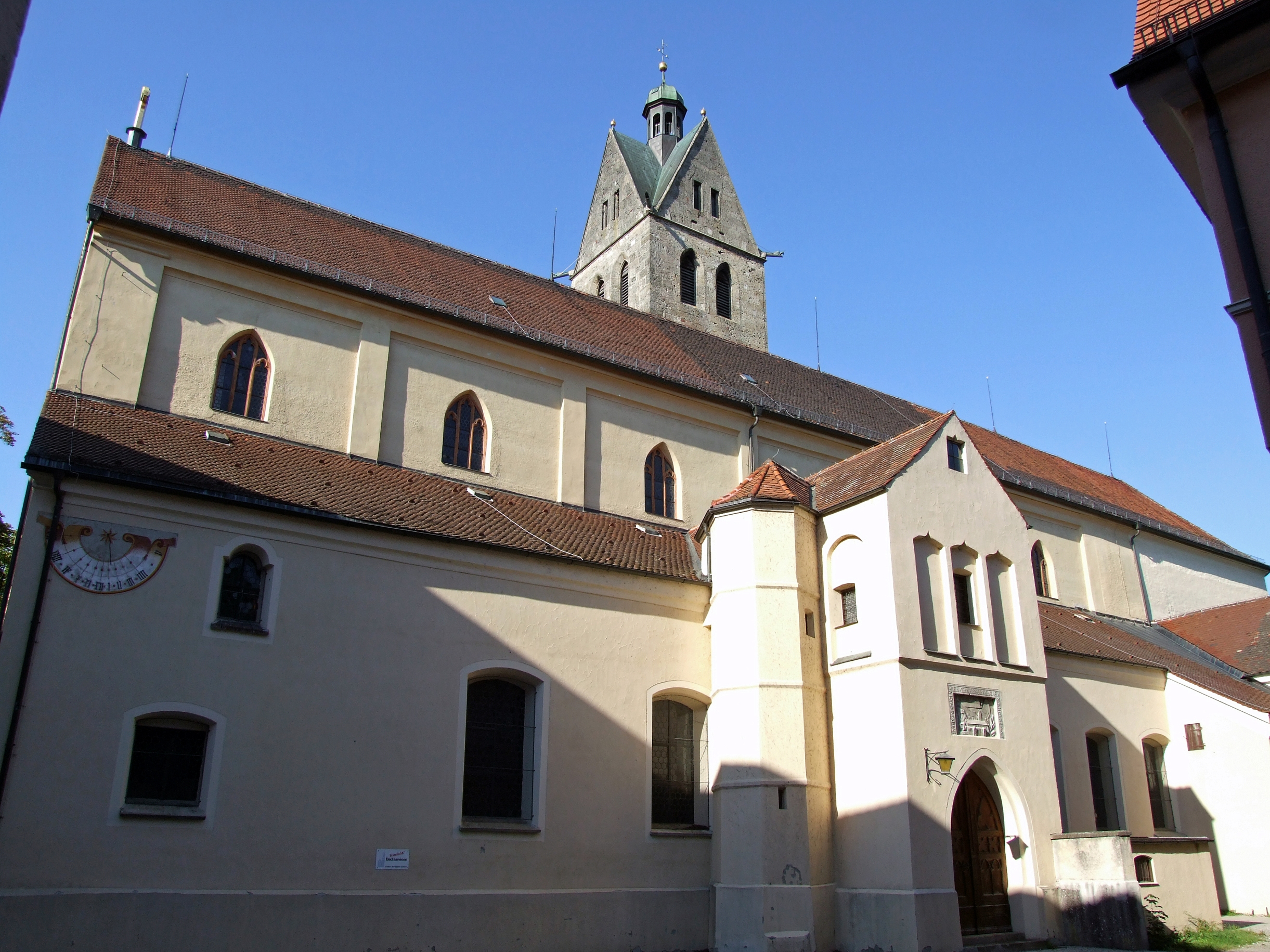
Die Kirche Unser Frauen zu Memmingen von Süden

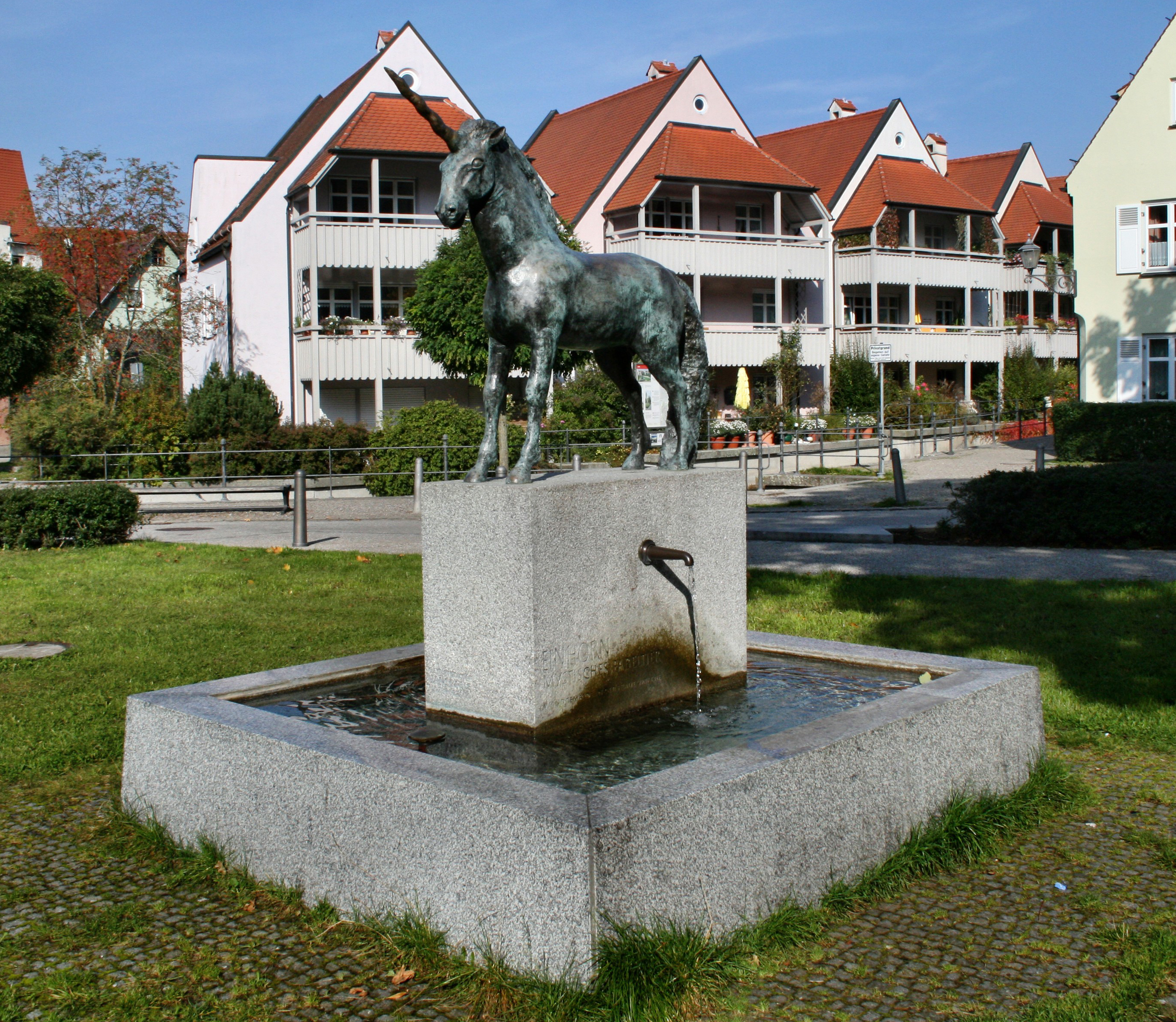
Die Einhornstatue vor der Kirche

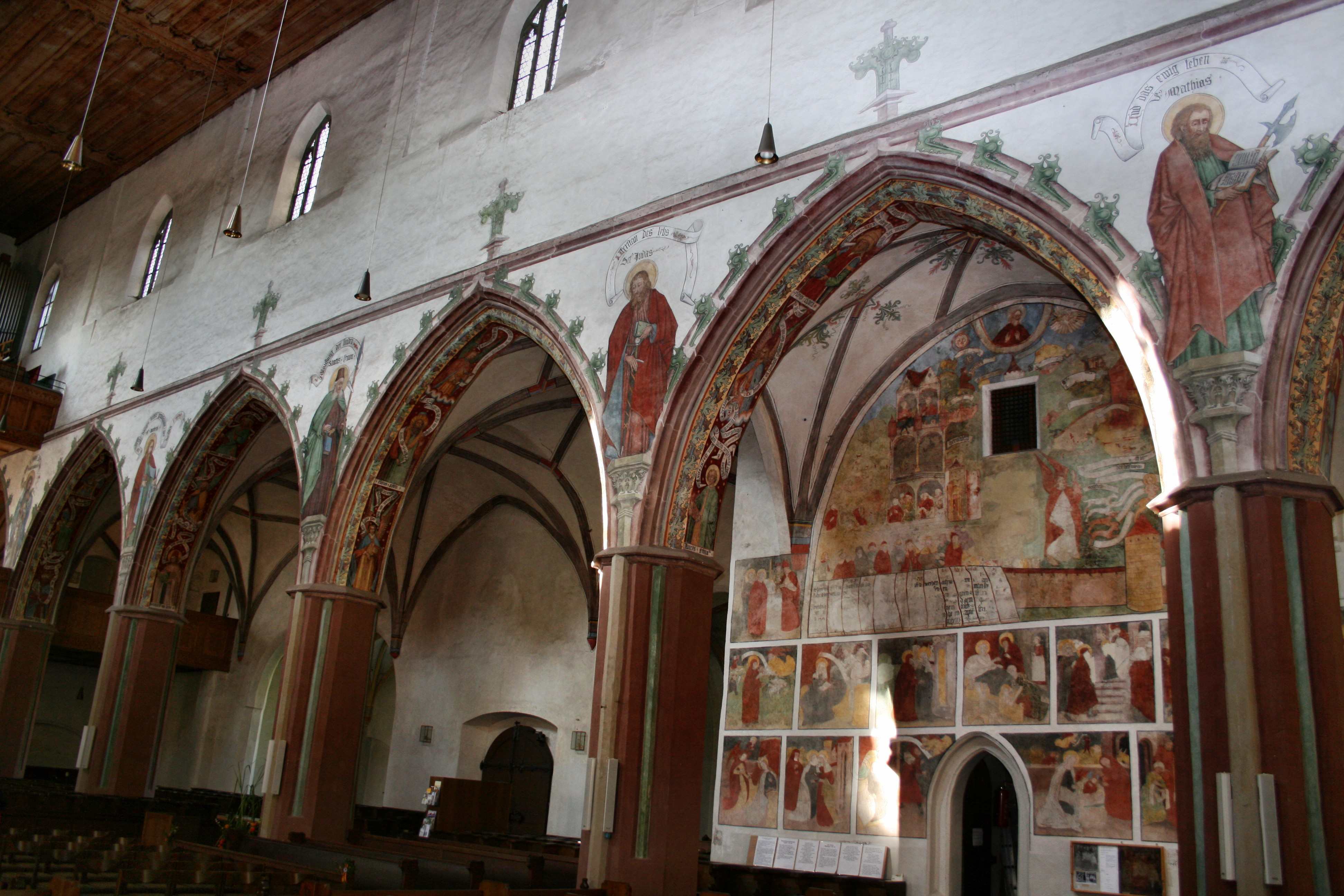
Freskenzyklus

Die evangelische Pfarrkirche Unser Frauen im oberschwäbischen Memmingen ist die zweitgrößte Kirche des evangelisch-lutherischen Dekanates Memmingen. Sie wird umgangssprachlich auch „Frauenkirche“ oder „Zu Unserer lieben Frau“ genannt. Sie ist geostet, wie es bei Kirchenbauten bis ins 16. Jahrhundert üblich war, steht im ehemaligen Weber- und Gerberviertel der Stadt und setzt einen starken städtebaulichen Akzent in der südlichen Altstadt. Urkundlich wurde sie erstmals im Jahre 1258 erwähnt, doch dürfte der erste Kirchenbau an dieser Stelle bereits vor 500 errichtet worden sein. Er ist damit einer der ältesten Oberschwabens.
Bekannt ist die Kirche vor allem durch ihre hervorragend erhaltenen Fresken aus der Anfangszeit der Memminger Schule im 15. Jahrhundert. Die Kirche wurde nach der Reformation von etwa 1530 bis 1806 als Simultankirche von der katholischen und der evangelischen Stadtbevölkerung benutzt, bis zur Säkularisation 1802 auch von den katholischen Kreuzherren und Franziskanerinnen. Sie war damit vermutlich die älteste Simultankirche auf dem Gebiet des heutigen Bayerns.

## Lage

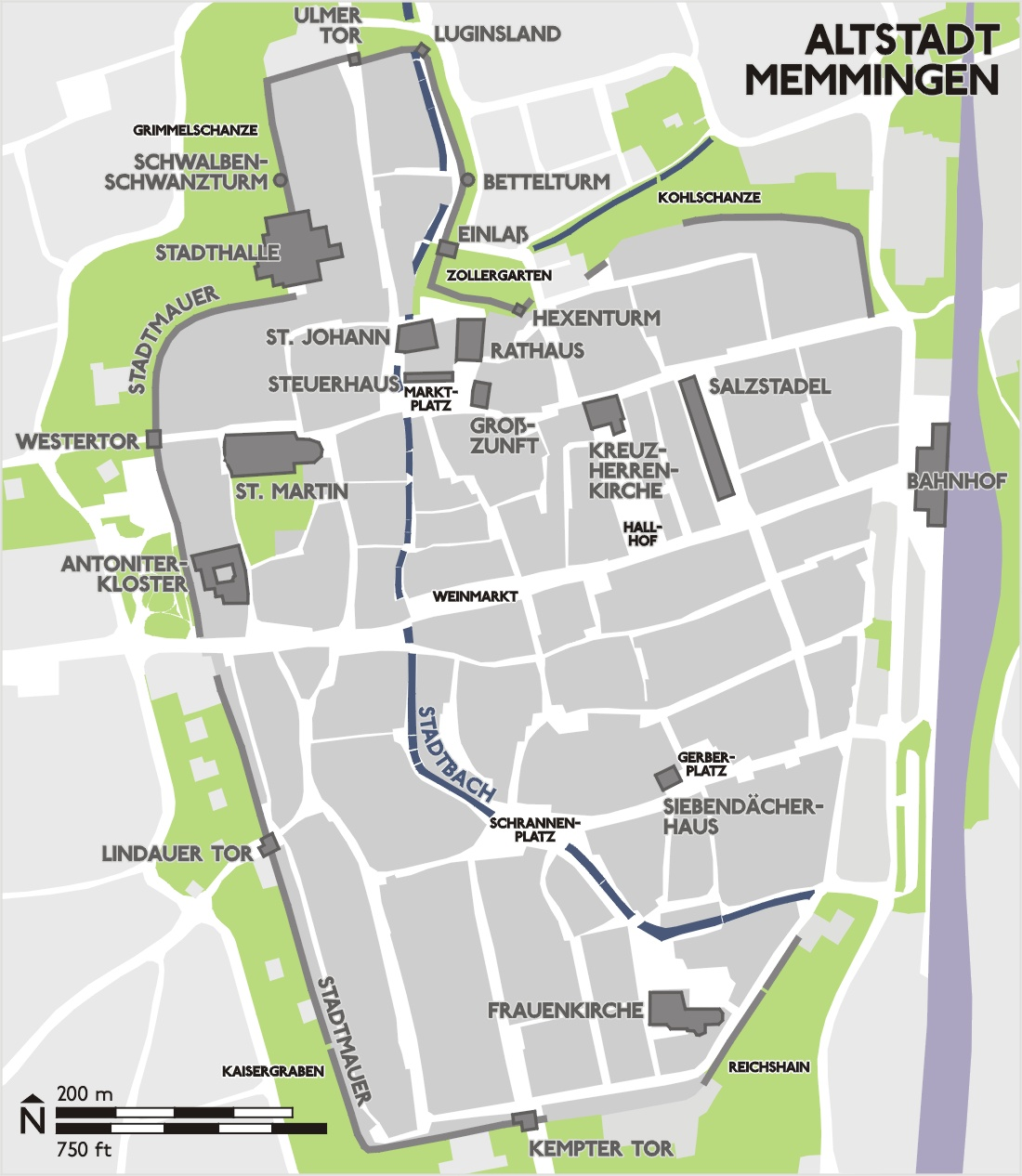
Die Frauenkirche befindet sich im Südosten der Altstadt

Die Kirche steht an der Stadtmauer in der südlichen Altstadt, die früher durch den Großen und den Kleinen Pechturm vor feindlichen Angriffen geschützt war. Bis etwa 1340 befand sie sich außerhalb der Stadtmauer in der sogenannten Wegbachsiedlung. Sie war damals von einem Graben und einer Kirchhofmauer umgeben. Ein Stein mit der Jahreszahl 1205 wurde bei Baumaßnahmen neben der Kirche gefunden. Man geht davon aus, dass er aus der Mauer stammt. Es könnte sich jedoch auch um einen Grabstein gehandelt haben. Heute ist der Tuffstein im nördlichen Vorzeichen eingelassen.

## Geschichte

### Vorgängerkirchen und erstmalige Erwähnung
Einige Fundamentreste der Kirche Unser Frauen könnten aus spätrömischer Zeit stammen.
Bei umfangreichen Restaurierungen 1891 und 1979 wurden Fundamentreste mehrerer Vorgängerbauten entdeckt. Der älteste Bau mit einer etwa 30 Zentimeter hohen Chorabsperrung hatte einen rechteckigen Grundriss von etwa 9,5 × 7 m und befand sich in der Mitte des heutigen Hauptschiffes. Ein 8 m breiter Chor ist jüngeren Datums. Zu den möglicherweise römischen oder merowingischen Überresten kommen karolingische, deren Maße allerdings nicht mehr feststellbar sind.

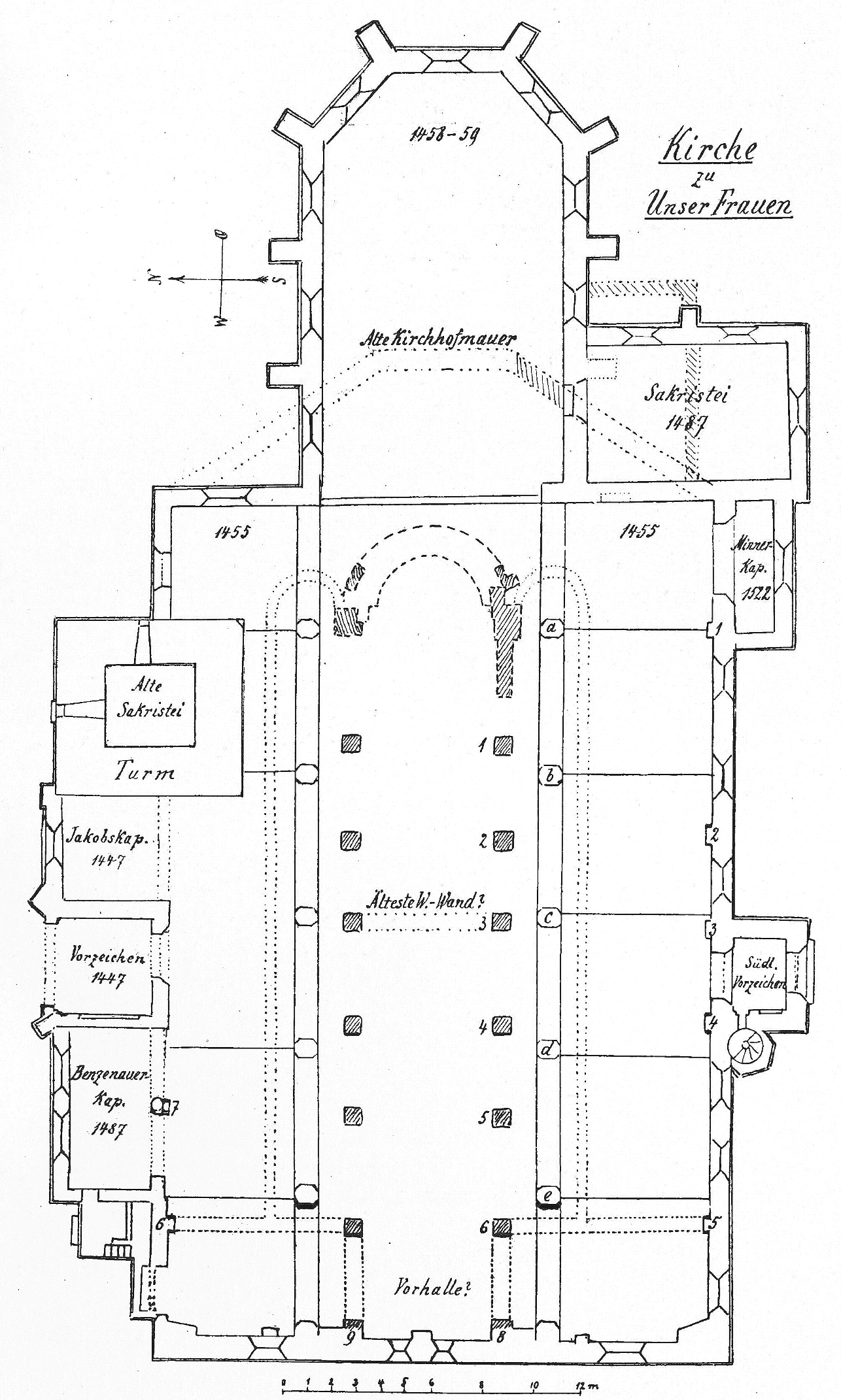
Der Grundriss der Kirche mit den Forschungsergebnissen von 1891

Im 11. oder 12. Jahrhundert wurde die Kirche als romanische Basilika erweitert und der Fußboden um etwa 25 Zentimeter erhöht. Der erheblich vergrößerte Bau (32 × 16 m) hatte sechs Joche, drei Schiffe (Haupt-, Süd- und Nordschiff) und eine runde Apsis als Chor. Die Pfeiler hatten einen quadratischen Grundriss mit einer Seitenlänge von etwa 1,1 Metern. Reste davon sind in Form von Pfeilern und Nischen sichtbar. Vermutlich gab es zwei Ost- oder Westtürme, wie bei oberschwäbischen romanischen Kirchen üblich, doch ließen sich keine Fundamente lokalisieren.
Ob die Frauenkirche ursprünglich als Taufkapelle, Missionarskirche oder Königshofkirche diente, ist für die Datierung der Erstanlage wesentlich. Für die Verwendung als Taufkapelle und damit für spätrömischen Ursprung sprechen der bis zur Reformation bestehende Johannesaltar, die Lage an einem Bach (der früher noch näher an der Kirche vorbeiführte) und das Marienpatrozinium. Auch die vorbeiführende Römerstraße mit dem nahen Wachturm lässt diesen Schluss zu.
Bevor die Kirche im 14. Jahrhundert in die Wehrbauten der Oberstadt einbezogen wurde, umgab sie eine Mauer mit Graben. Der Graben war etwa 8 Meter breit und 1,4 Meter tief. Einen Hinweis auf die Bauzeit gibt ein Tuffstein mit der Jahreszahl 1205, der sich heute im nördlichen Vorzeichen, im Eingangsbereich der Kirche, befindet. Es ist allerdings unklar, ob er zur Mauer gehörte oder als Grabstein diente. Der schlechte Erhaltungszustand lässt keine näheren Schlüsse zu.
Die Kirche wurde erstmals anlässlich eines Grundstücksverkaufs 1258 erwähnt. 1280 befand sich bereits ein Marienaltar in der Kirche.

### Besitzerwechsel
Die Kirche war Reichsbesitz. Daher konnte Kaiser Ludwig der Bayer am 23. April 1341 das Patronat dem Kreuzherrenkloster schenken. Diese Schenkung wurde 1346 vom Augsburger Bischof Heinrich III. von Schönegg bestätigt. Obwohl damit die Kirche in das Kreuzherrenkloster inkorporiert wurde, blieb sie weiterhin Pfarrkirche. Das Kloster wurde nicht mit der Betreuung der Gemeinde beauftragt, zog aber dennoch für die Entlohnung des Pfarrers Geld und Naturalien von der Gemeinde als Kirchenzehnt ein. Am 22. April 1342 verzichtete der Kaplan Siegfried von Biberbach gegen Zahlung von 110 Pfund Heller auf das Recht als Kirchherr von Unser Frauen. Wahrscheinlich gehörte die Frauenkirche schon früher zur Stadt (obwohl sie in der damaligen Wegbachsiedlung lag), denn in der gesamten Überlieferung wird von der „Memminger Marienkirche“ gesprochen.
Die Synoden des Kapitels Memmingen, zu dem zum Beispiel auch die Gemeinde Ottobeuren mit der Abtei gehörte, wurden in der Kirche abgehalten. Trotz der Inkorporation in das Kreuzherrenkloster musste die Kirche anscheinend von einem weltlichen Priester betreut werden, das heißt, er durfte kein Mitglied eines geistlichen Konvents sein. Dies wird in einer Stiftungsurkunde des Jahres 1359 deutlich. Sie blieb die Hauptkirche des Kapitels Memmingen. Zwischen 1423 und 1438 wurde durch einen Vertrag mit 13 Punkten das Verhältnis der Kirche zum Kreuzherrenkloster neu geregelt, nachdem es große Spannungen zwischen der Stadt und dem Kreuzherrenorden gegeben hatte.

### Erweiterungen bis zur Reformation

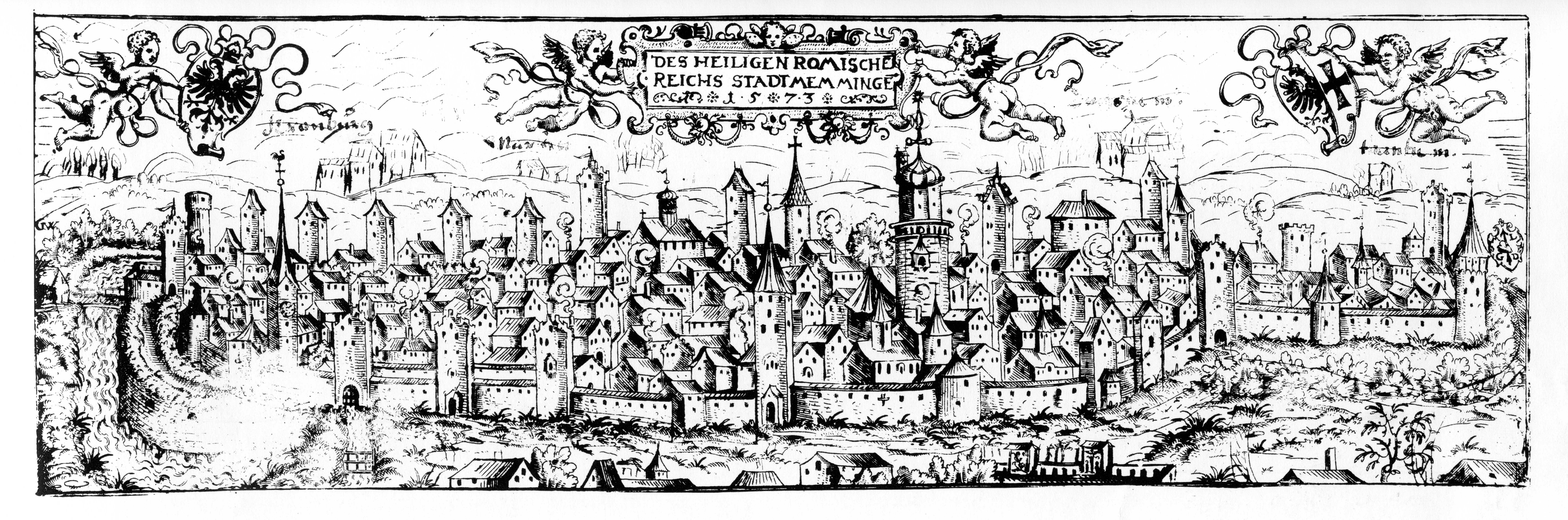
Memmingen von Osten, Radierung von Georg Wechter (1573), unten links die Frauenkirche mit dem gotischen Spitzdach, Kreuz und Wetterhahn

In der Gemeinde Unser Frauen waren Weber, Metzger, Gerber, kleine Krämer sowie die „unreinen“ Stände mit dem Scharfrichter und den Huren ansässig. Die Weber, die etwa die Hälfte der Gemeindeglieder ausmachten, waren durch die Entdeckung Amerikas, die neuen Märkte im Osten Europas und auch die Konkurrenz der Landbevölkerung seit Anfang des 16. Jahrhunderts verarmt. Die Frauenkirche war die Kirche im Viertel der ärmeren Bevölkerung geworden.
Das sah im 14. und vor allem im 15. Jahrhundert noch anders aus. Der romanische Kirchenbau war aufwändig in einen gotischen umgewandelt und nach allen Seiten bis zur ehemaligen Kirchenmauer zur heutigen Größe erweitert worden. Es wurden drei nördliche Seitenkapellen mit einer Breite von je 3,5 Metern angefügt. Die Kirche war danach 58 Meter lang und mit den Kapellen 30 Meter breit. Auch der Turm dürfte aus derselben Bauepoche stammen. 1444 wurde der Friedhof erweitert und mit einer Mauer umgeben, 1445 der Weiher bei der Kirche ummauert, 1447 am nördlichen Mitteleingang ein Vorzeichen angebaut und 1449 eine kleine Stundenglocke angeschafft. Vor allem der Handels- und Patrizierfamilie Vöhlin, einem der reichsten Geschlechter, ist der Innenausbau im 15. Jahrhundert zu verdanken. Die Apsiden wurden abgebrochen und die alten Pfeiler bis auf Reste im Westen entfernt und durch ein Spitzbogenarkadensystem ersetzt. Das gesamte Kirchenschiff wurde erhöht und mit einer Flachdecke versehen, der Chorraum abgetragen und durch einen größeren ersetzt. Die Umfassungsmauern aus dem Jahr 1343 blieben erhalten. Am Sonntag vor Christi Himmelfahrt des Jahres 1447 wurden fünf Altäre geweiht, 1448 die Seitenschiffe eingewölbt. In der Zeit von 1458 bis 1459 errichteten die Baumeister Balthus Imhof und Hans Stier den Chor mit einer gotischen Auswölbung. Am Sonntag vor Pfingsten 1460 wurde die Kirche mit vier neuen Altären geweiht. Den Freskenschmuck der Kirche malte die Memminger Schule um Hans Strigel den Älteren. Die erste Orgel wurde 1486 über der Kanzel eingebaut.
Am St.-Markus-Tag, dem 25. April 1471, drangen vier bewaffnete Webergesellen betrunken während des Vespergottesdienstes in die Kirche ein. Sie schlugen jeden, der ihnen im Wege war, Männer, Frauen und Kinder. Zwei der Eindringlinge wurden sofort von den in Panik geratenen Gottesdienstbesuchern getötet, die beiden anderen vom städtischen Gericht zum Tode durch Enthauptung verurteilt. Das Urteil wurde kurze Zeit später vollstreckt.
Am 10. Juni 1478 wurden die Kreuzherren von Papst Sixtus IV. ermächtigt, die kirchlichen Handlungen durch Klosterbrüder und nicht mehr durch bezahlte Laienpriester durchführen zu lassen. Papst Sixtus IV. reservierte am 6. März 1479 ein frei gewordenes Benefizium der Frauenkirche für den Ordensbruder Jakob Matzenberger. Am 13. Juni 1482 forderte Innocentius Flavius, Generalspitalmeister in Rom, den Spitalmeister auf, Jakob Matzenberger ein frei gewordenes Benefizium des Patronats des Spitals zu verleihen. Im gleichen Jahr wurde der Ordensbruder zum Betreuer der Pfarrei bestellt.
1487 wurde ein Übergang vom gegenüberliegenden Kloster Maria Garten zur ersten Empore gebaut, nachdem die Franziskanerinnen, bis dahin vor allem in der Krankenpflege tätig, in strenger Klausur leben und beim Gottesdienstbesuch nicht mehr über die weltliche Straße gehen wollten, wie sie es zuvor getan hatten. Der Bürgermeister, der Stadtrat und der Spitalmeister gaben dazu ihre Einwilligung. Im selben Jahr wurde der Aufgang zur ersten Empore gebaut, damit die Schwestern zur Beichte in das Kirchenschiff hinuntergehen konnten. In der Kirche wurde nur alle zwei Wochen gepredigt. Um dies zu ändern, stiftete Hans Vöhlin 1487 eine zweite Helferstelle.
Bei einem Besuch im Jahre 1504 hörte Maximilian I. in der Frauenkirche die Heilige Messe. Vor der Reformation hatte die Kirche etwa zwölf Altäre, deren Standorte allerdings nicht mehr alle feststellbar sind. Die letzte von drei Kapellen wurde 1522 vom Kirchenpfleger Heinrich Minner gestiftet. Zu dieser Zeit wirkten 13 Geistliche in der Kirche.

### Reformation (ca. 1525 bis 1565)

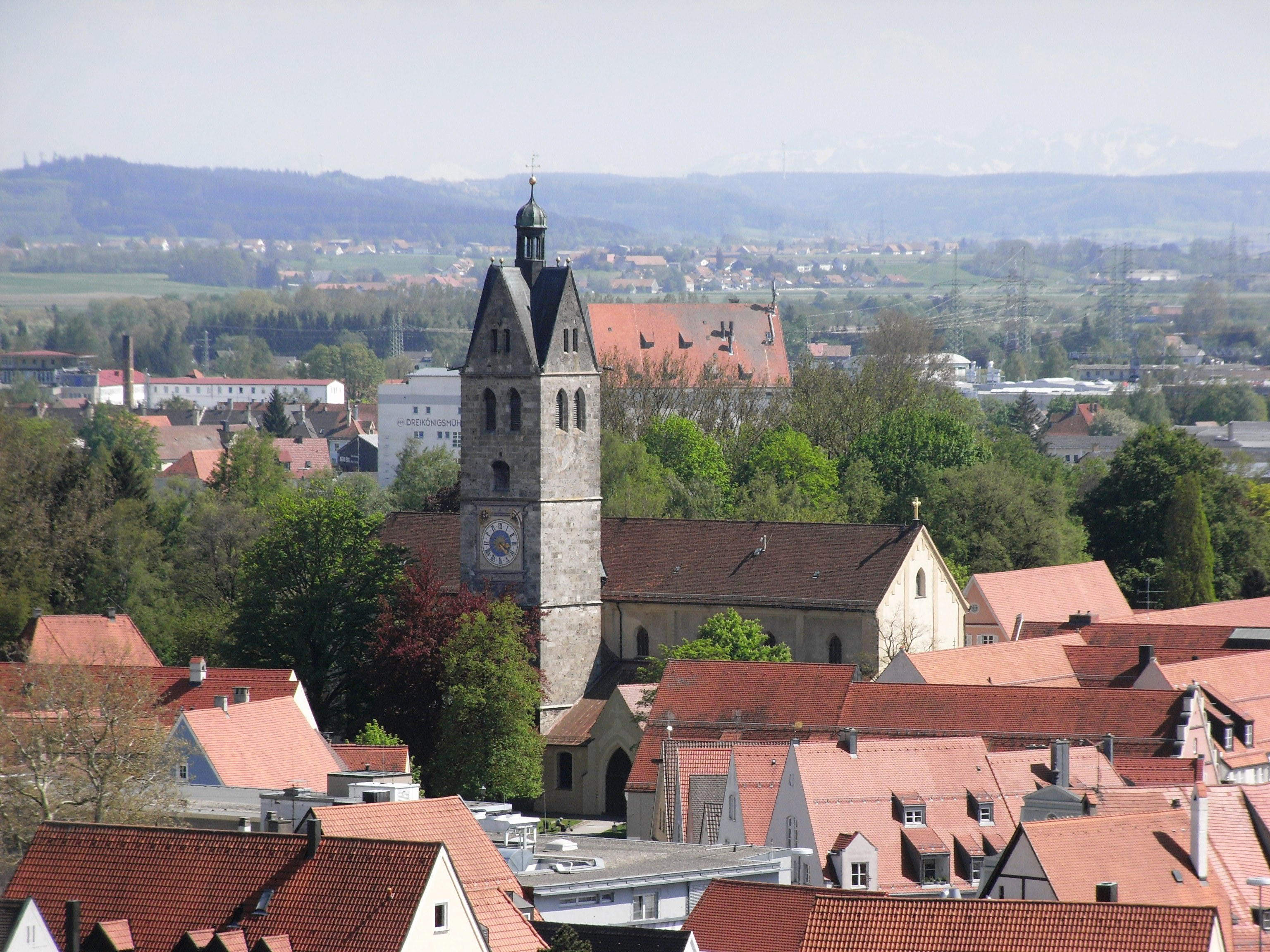
Die Kirche Unser Frauen vom St.-Martins-Kirchturm aus fotografiert.

Häufig wurde die Reformation nicht durch einen formalen, dokumentierten Akt eingeführt. Symptomatisch ist der Wechsel der Gottesdienstsprache vom Latein zum Deutschen. Während in der anderen Stadtpfarrkirche St. Martin die Messe bereits in deutscher Sprache gefeiert und die Taufe nach altem und neuem Ritus vollzogen wurde, fand die Messe in der Frauenkirche weiterhin in der alten Form statt. Dies ist vor allem auf den in den Chroniken als ausgesprochen konservativ beschriebenen Pfarrer Jakob Megerich zurückzuführen. Möglicherweise steht damit im Zusammenhang, dass Anfang 1523 zwei Jugendliche, Ulrich Geßler und Raphael Sättelin, die Skulptur eines Juden aus der Ölberggruppe der Frauenkirche raubten. Mit ihr zogen sie durch die Straßen und verhöhnten und verspotteten sie. Der Rat der Stadt bestrafte die beiden Patriziersöhne am 9. Februar. Ob der Raub aus reformatorischem Eifer oder Judenhass geschah oder eine Auseinandersetzung mit dem Pfarrer der Auslöser war, lässt sich nicht mehr klären. Sicher ist nur, dass es die erste nachgewiesene Aktion gegen Bildnisse in einer Memminger Kirche darstellte.
Dass auch in dieser Gemeinde die reformatorischen Kräfte stärker waren, zeigte sich Weihnachten 1524, als die Gemeinde den Pfarrer „mit Fäusten und Füßen gestoßen und geschlagen“ in die Sakristei trieb, wie er dem Augsburger Bischof schrieb. Lediglich durch das Eingreifen mehrerer Ratsherren konnte eine Eskalation verhindert werden. Pfarrer Jakob Megerich wurde zu einem religiösen Streitgespräch am 2. Januar 1525 mit Christoph Schappeler geladen, wobei Megerich unterlag und abgesetzt wurde. Ihm folgte der erste reformierte Pfarrer im Amt, Simprecht Schenck, ein Anhänger Zwinglis. Er war aus dem Kartäuserkloster Buxheim ausgetreten und zur reformierten Lehre konvertiert. Schenck bekam ein Jahressalär von 60 Gulden unter der Bedingung, das reine Evangelium zu lehren. Der Schwäbische Bund forderte am 14. Juli 1525 die Ausweisung Schencks aus der Stadt. Er ging „freiwillig“.
Die Stadt bekannte sich zur Reformation, anfangs zur zwinglischen, später, nachdem Zwingli gestorben war, zur lutherischen Lehre. Von Juli bis Oktober 1525 wurde jedoch die römisch-katholische Gottesdienstordnung wiederhergestellt. Ab November wurde, nachdem der Schwäbische Bund aus der Stadt wieder abgezogen war, der aus Konstanz kommende reformierte Georg Gugy von der Stadt angestellt. Er erhielt jeden Monat einen neuen Anstellungsvertrag. Eine längerfristige Verpflichtung wurde vermieden, denn man musste gegenüber dem Schwäbischen Bund vorsichtig sein, der bereits im Mai/Juni 1525 die Stadt besetzt hatte. Gugy predigte regelmäßig am Mittwoch in der Kirche.
Aufgrund der zwinglischen Ausrichtung der Memminger Reformation entfernte man im Juli 1531 fast alle sakralen Kultgegenstände aus der Kirche Unser Frauen, darunter viele Altäre und Bilder. Ein Inventar existiert nicht, so dass der Umfang der Zerstörungen nicht deutlich ist. Die Kultobjekte wurden teilweise zerstört, teilweise von der Stadtverwaltung eingezogen und verkauft oder den Handwerkern als Lohn überlassen. Einzelne Stücke wurden von katholischen Gläubigen, für die sie ihren ideellen Wert nicht verloren hatten, in die umliegenden katholischen Gebiete und Klöster gerettet. 1548 führte Kaiser Karl V. erneut den römisch-katholischen Ritus in der Kirche ein.

### Simultankirche (1565 bis 1806)

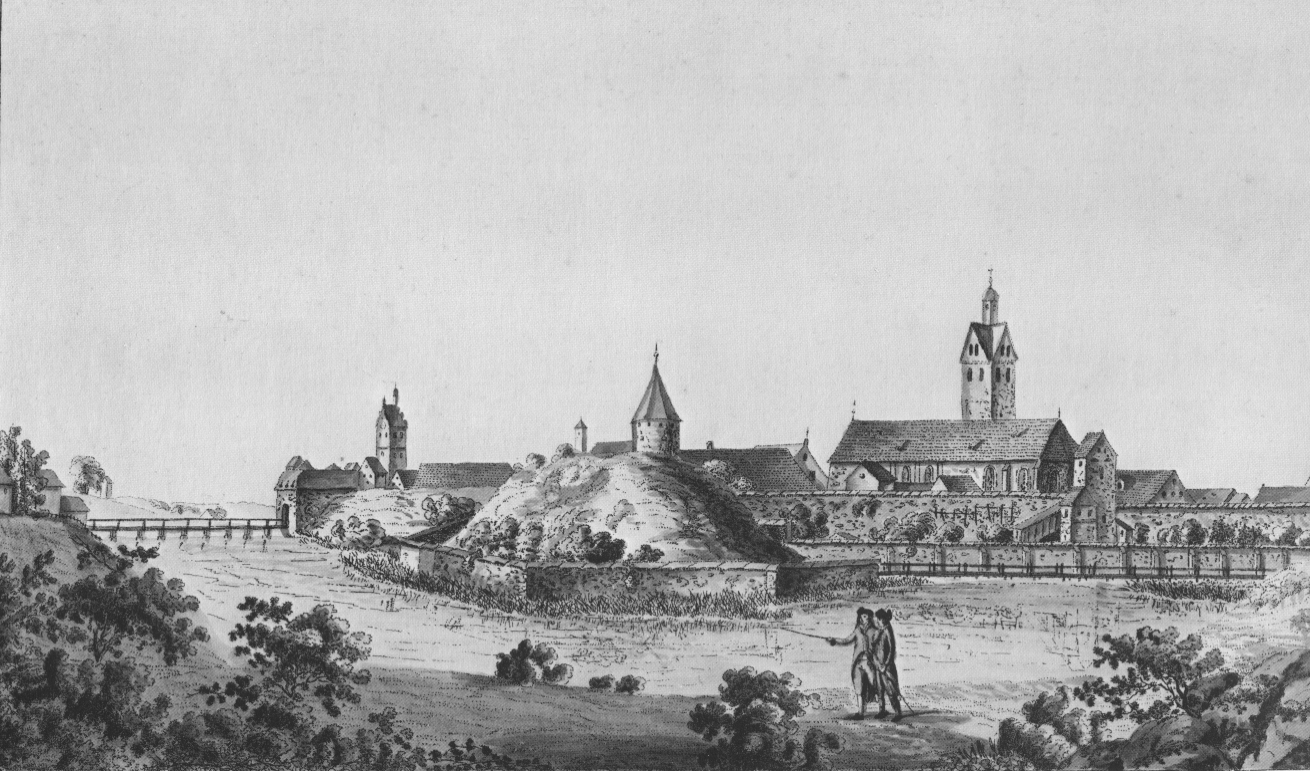
Stadtgraben am Großen Pechturm und Frauenkirche von Süden (um 1800)

Dies änderte sich erst 1565, als die Evangelischen wieder einen Gottesdienst abhielten. Man konnte sich im Mindelheimer Vertrag von 1569 einigen und machte aus Unser Frauen eine Simultankirche, wie es sie bereits seit 1524 gab. Die evangelischen Gläubigen konnten das Langhaus und die Orgelempore von 7:30 bis 16:00 Uhr nutzen. Zu den übrigen Zeiten diente die Kirche den Nonnen des benachbarten Klosters sowie den Kreuzherren und dem katholisch gebliebenen Teil der Stadtbevölkerung. Noch im Jahr des Vertragsabschlusses erhielt die Kirche eine neue Kanzel. Erst 1806 verlor der Mindelheimer Vertrag an Bedeutung, nachdem die evangelische Kirchengemeinde die gesamte Kirche erworben hatte. Die katholischen Gemeindemitglieder waren nun auf die Klosterkirche St. Johann Baptist des ehemaligen Augustinerklosters angewiesen.
Die Nutzung durch beide Konfessionen verhinderte durchgreifende Barockisierungen. Dazu gehörte der 1659 durchgeführte Einbau eines neuen Orgelgehäuses oberhalb der Kanzel – 1662 wurde eine neue Orgel angeschafft – und die Errichtung von Emporen an der Westseite und der nördlichen Abseite, die bis 1890 in der Kirche blieben.
Ab 1799 war der Kirchenraum für zwei Jahre und zehn Monate Magazin für Kriegsgeräte. 1801 konnten wieder Gottesdienste gefeiert werden. Erst 1808 wurde die Stadt von der Königlich-bayerischen Landesdirektion in Ulm aufgefordert, den Kirchenraum wiederherzustellen. 1811 wurde die Kirchengemeinde selbständig, nachdem die Kirche vor 1802 von der Stadtregierung, danach bis 1811 von der Gemeinde St. Martin verwaltet worden war.

### Selbstständige Kirchengemeinde (1811 bis 1945)
Die Kirche wurde im 19. Jahrhundert wie zahlreiche andere Gotteshäuser im Sinne des Historismus umgestaltet. So wurde ein Holzgewölbe eingebaut, das den Raumeindruck der gotischen Kirche maßgeblich veränderte. Stadtbaumeister Johann Georg Knoll ersetzte 1829 die barocke Kanzel durch eine neue im Stil des Historismus. Diese wurde knapp 60 Jahre später wieder entfernt. Im September 1838 war der Dachstuhl der Kirche stark einsturzgefährdet, weshalb die Kirche gesperrt und der Gottesdienst nach St. Martin verlegt werden musste. Der Dachstuhl wurde daraufhin gestützt und der Gottesdienst konnte wenig später wieder in der Kirche stattfinden.

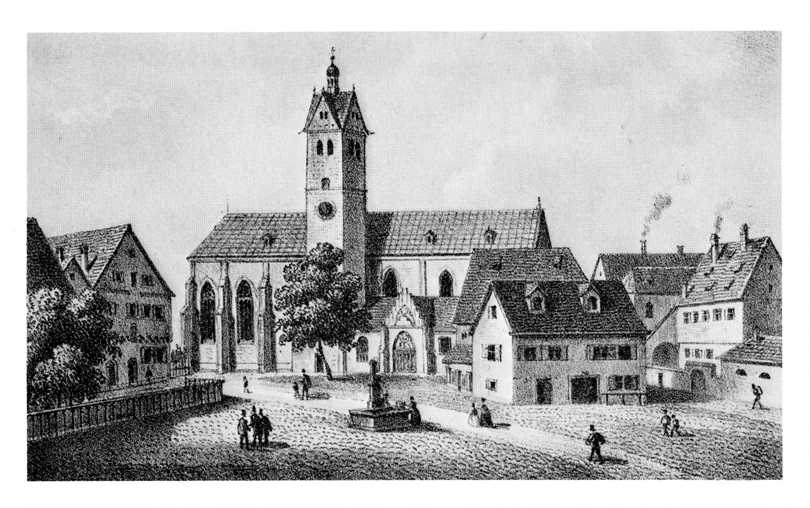
Die nördliche Ansicht der Frauenkirche um 1870

1850 wurde die Orgel durch eine größere ersetzt. Seit 1859 ist der Chorraum mit einem neuen Altar in den übrigen Kirchenraum einbezogen. Das Kirchendach – bis dahin mit glasierten Buntziegeln versehen – wurde 1870/1871 mit Dachschiefer neu eingedeckt.
Die 1602 übertünchten Fresken, darunter eine der bedeutendsten Arbeiten der Künstlerfamilie Strigel, wurden 1893 bis 1897 freigelegt. Sie zählen zu den wertvollsten der Spätgotik. Damit begann eine weitere großangelegte Innenrenovierung. Die Holzgewölbe wurden wieder entfernt und durch eine flache Holzdecke ersetzt. Die Seitenempore der Nordwand wurde abgerissen, dafür an der Westseite eine zweite Empore eingebaut. Bei der Renovierung des Bodens entdeckte man die romanischen bzw. vorromanischen Pfeiler.

### Zerstörungen im Zweiten Weltkrieg, Renovierungen, Grabungen (seit 1945)
Dadurch, dass die Stadt bei Stadtbelagerungen nie von Süden angegriffen wurde und die Stadtbefestigung dort mit dem großen Rondell und dem so genannten gschwöllt Wasser gesichert war, entging die Basilika Kriegsschäden. Dies änderte sich in den letzten Tagen des Zweiten Weltkriegs. Beim Bombenangriff vom 20. April 1945 stürzte das vierteilige Kreuzrippengewölbe im Westjoch des nördlichen Seitenschiffes ein. Die Fresken des Hauptschiffes und der Arkadenbögen blieben jedoch erhalten. Durch die Druckwellen barsten alle 43 Fenster, darunter auch die großen Chorfenster. Die Dächer wurden abgedeckt, das Hauptportal wurde vom Luftdruck zerrissen.
Erst 1955 waren die Spuren des Bombenangriffs vollständig beseitigt und der ursprüngliche Zustand, soweit möglich, wiederhergestellt. In den 1970er Jahren wurde die Kirche erneut renoviert. Ein neuer Altar entstand im Hauptschiff vor der Kanzel. Der Turm erhielt die Bemalung des 16. Jahrhunderts zurück. Beim Öffnen des Bodens im Kirchenschiff für den Einbau einer Warmluftheizung wurden weitere Reste der ältesten Vorgängerkirche entdeckt. Bei der Renovierung des Turms 1973 fand man in der Kugel über der Laterne Goldmünzen und bleierne Schrifttafeln von 1730. Diese wurden zusammen mit Münzen (2-DM-Stück, 10-Mark-Sonderprägung zur Olympiade 1972), beschriebenen Bleitafeln sowie Ausschnitten aus der Memminger Zeitung wieder in die Kugel gelegt. Das Dach des Hauptschiffes wurde im Jahr 2010 saniert und neu gedeckt.

## Architektur
Die Kirche ist eine dreischiffige, sechsjochige Basilika mit erhöhtem Chorraum. Vor dem nördlichen Vorzeichen befindet sich der aufgelassene Friedhof, der zu einem kleinen Park mit mehreren Buchen umgestaltet wurde. Als Zeichen für den Marienzyklus im Inneren der Kirche steht auf dem Kirchvorplatz eine Einhornstatue. Im Westen grenzt das alte Franziskanerinnenkloster an, in dem sich jetzt ein Altenheim (Bürgerstift) befindet, mit der Altersdemenzabteilung im Süden. Hinter der alten Kirchmauer im Osten liegt der Reichshainpark.

### Außenbau
Das Langhaus der geosteten Kirche tritt nach außen mit erhöhtem Mittelschiff und niedrigeren Seitenschiffen sowie deren Anbauten in Erscheinung. Die mit einfachen Fenstern versehenen Seitenschiffe und Anbauten schließen mit Pultdächern an das Mittelschiff an. Darüber öffnen sich dessen mit Maßwerk verzierte Oberlichter, je ein Oberlicht pro Joch. Zugleich spiegeln flache Lisenen, die die Außenwand zwischen den Oberlichtern rhythmisieren, die Gliederung des Innenraums in Joche wider. Das Mittelschiff ist mit einem Satteldach bedeckt. Auf dem zugehörigen schwäbischen Westgiebel erhebt sich ein goldenes Kreuz. Die ebenfalls mit Lisenen gegliederte Westfassade wird von einem großen, etwa mittig zwischen Boden und Dachstuhl sitzenden Maßwerkfenster beherrscht. Es wird von kleineren Fenstern flankiert, ein weiteres kleines Fenster befindet sich im Giebeldreieck. Im Osten setzt sich in Verlängerung des Mittelschiffes das etwa zwei Joche lange Chorhaus vom Langhaus ab. Der äußere Eindruck des mit einem 5/8-Schluss versehenen Chorhauses wird von Strebepfeilern zwischen hohen Maßwerkfenstern geprägt. Im Süden wurde, an Chorhaus und südliches Seitenschiff anschließend, die neue Sakristei errichtet, der westlich ein Kapellenanbau folgt. Die Mitte der verbliebenen freien Wandfläche des Südschiffes nimmt mit dem südlichen Vorzeichen einer der beiden Kirchenzugänge ein. Kapellenanbauten und Vorzeichen bestimmen auch das Erscheinungsbild der Nordseite. Zusätzlich befindet sich dort in Höhe des zweiten Joches von Osten her gesehen der Turm mit der alten Sakristei, der stark in das nördliche Seitenschiff einschneidet. Die Wände der Kirche bestehen aus Ziegelmauerwerk, deren einheitlicher Putzauftrag keine Identifizierung einzelner Bauabschnitte zulässt.

### Innenraum

#### Mittelschiff

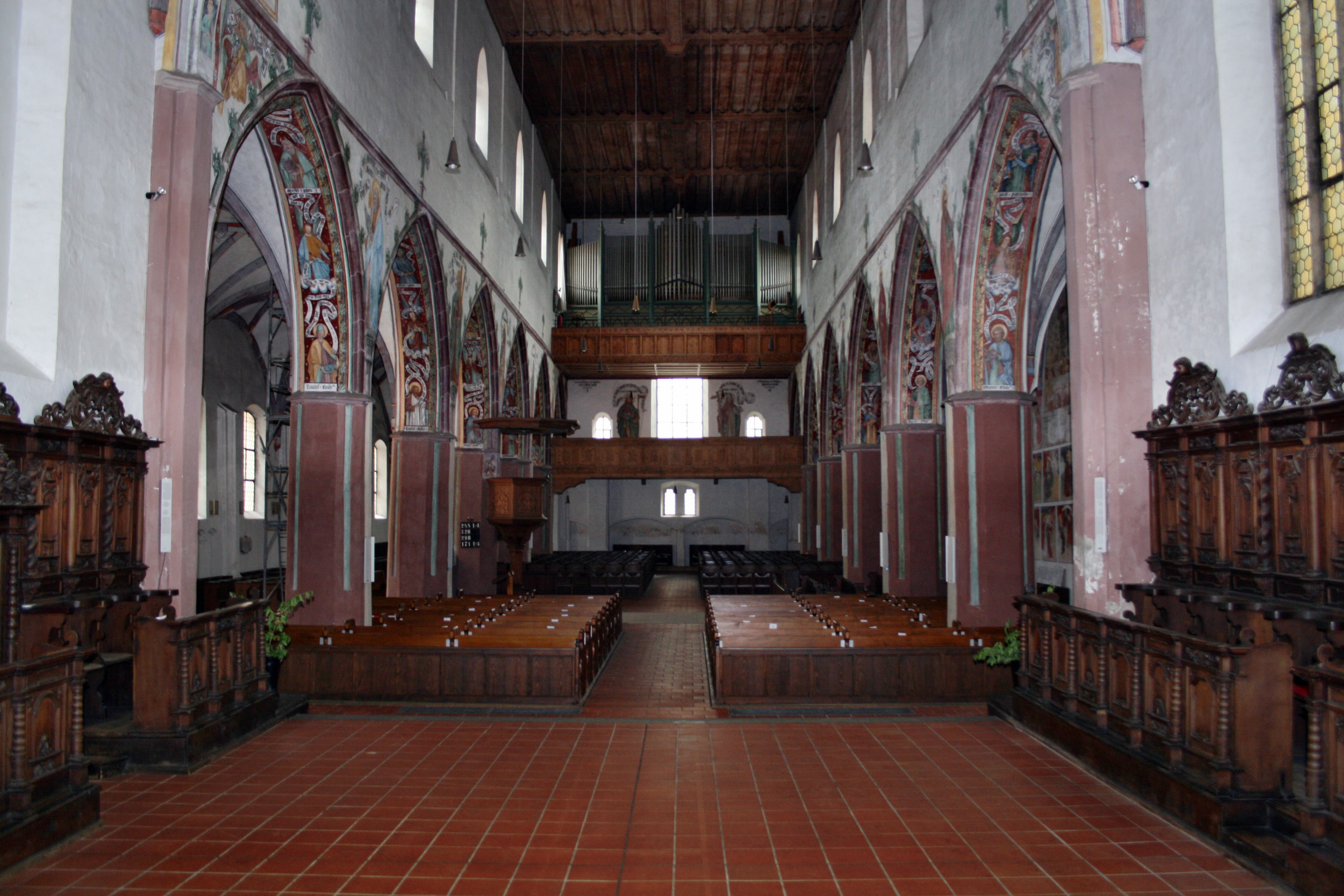
Das Hauptschiff vom Chor aus gesehen.

Das Mittelschiff hat eine Länge von 38,5 und eine Breite von 11 Metern. Es kann nur durch die beiden Vorzeichen oder durch einen direkten Zugang zwischen Turm und Chor im Nordschiff betreten werden. Der heutige Haupteingang ist das nördliche Vorzeichen. Die Wände des Hauptschiffes sind schlicht gehalten und weiß getüncht. Es ist in sechs Joche mit gotischen Spitzbögen untergliedert. Die Innenseiten der Spitzbögen sind – ebenso wie die Bereiche zwischen den Bögen – mit Fresken verziert, die Pfeiler sind rot getüncht. Das Hauptschiff schließt eine Holzflachdecke im Stil des Historismus nach oben ab. Die Schnitzmotive wurden einer Decke des 15. Jahrhunderts aus der Kramerzunft am Weinmarkt entnommen. An der Westseite befinden sich zwei Emporen, wobei eine Empore von der Orgel eingenommen wird. Diese Emporen besitzen die gleichen Schnitzmotive wie die Decke. Durch Oberlichter zu beiden Seiten sowie ein großes Fenster mit einfachem Maßwerk und mehrere kleinere an der Westseite wird das Mittelschiff beleuchtet.

#### Nordschiff

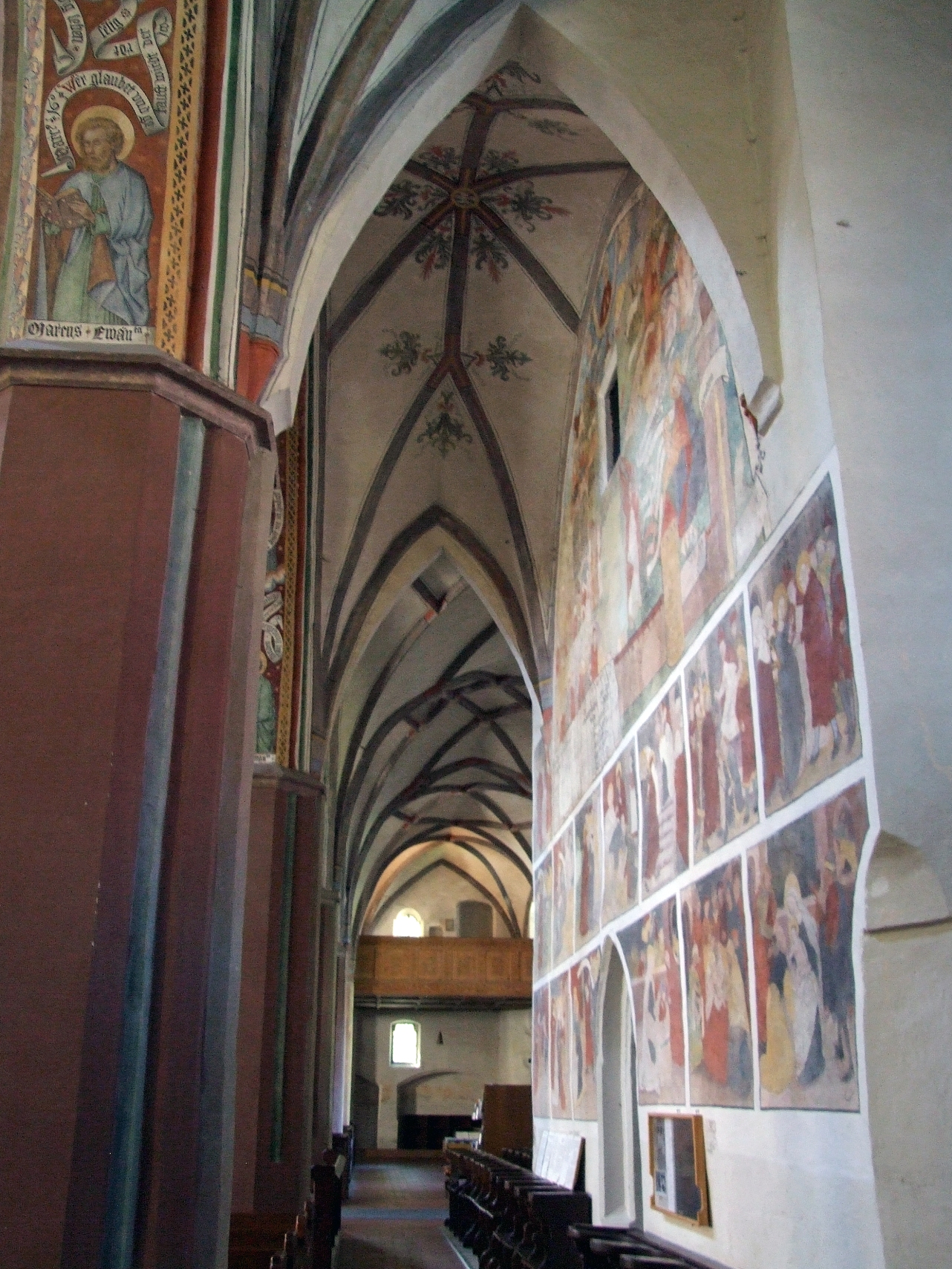
Das Nordschiff von Osten gesehen.

Das Nordschiff hat eine Länge von 38,5 und eine Breite von 6 Metern. Es stammt aus dem 14. Jahrhundert, wurde 1448 erhöht und mit einem gotischen Kreuzrippengewölbe versehen. Der Turm schiebt sich im zweiten Joch etwa 3 Meter in das Kirchenschiff hinein. Es umfasst zwei ehemalige Seitenkapellen, das nördliche Vorzeichen sowie den Aufgang zu den Emporen. Die ohne Maßwerk gestalteten Fenster des Seitenschiffes und der Kapellen sind eingewölbt. Bei einem Bombenangriff im Zweiten Weltkrieg wurden zwei Joche des Nordschiffes zerstört und kurz darauf wieder aufgebaut. Man erkennt sie an den fehlenden Deckenfresken. Das Nordschiff besitzt zwei Zugänge vom nördlichen Vorzeichen und vom Turm.

#### Südschiff
Das Südschiff hat eine Länge von 38,5 Metern und eine Breite von 6 Metern. Es stammt ebenfalls aus dem 14. Jahrhundert, wurde gleichfalls 1448 erhöht und besitzt wie das nördliche Seitenschiff ein gotisches Kreuzrippengewölbe. Die eingewölbten Fenster des Seitenschiffes und der angefügten Kapelle weisen kein Maßwerk auf. Die ehemalige, 1522 gestiftete Minnerkapelle diente während des Simultaneums als evangelische Taufkapelle. Der einzige Zugang zum Südschiff ist das südliche Vorzeichen.

#### Chor

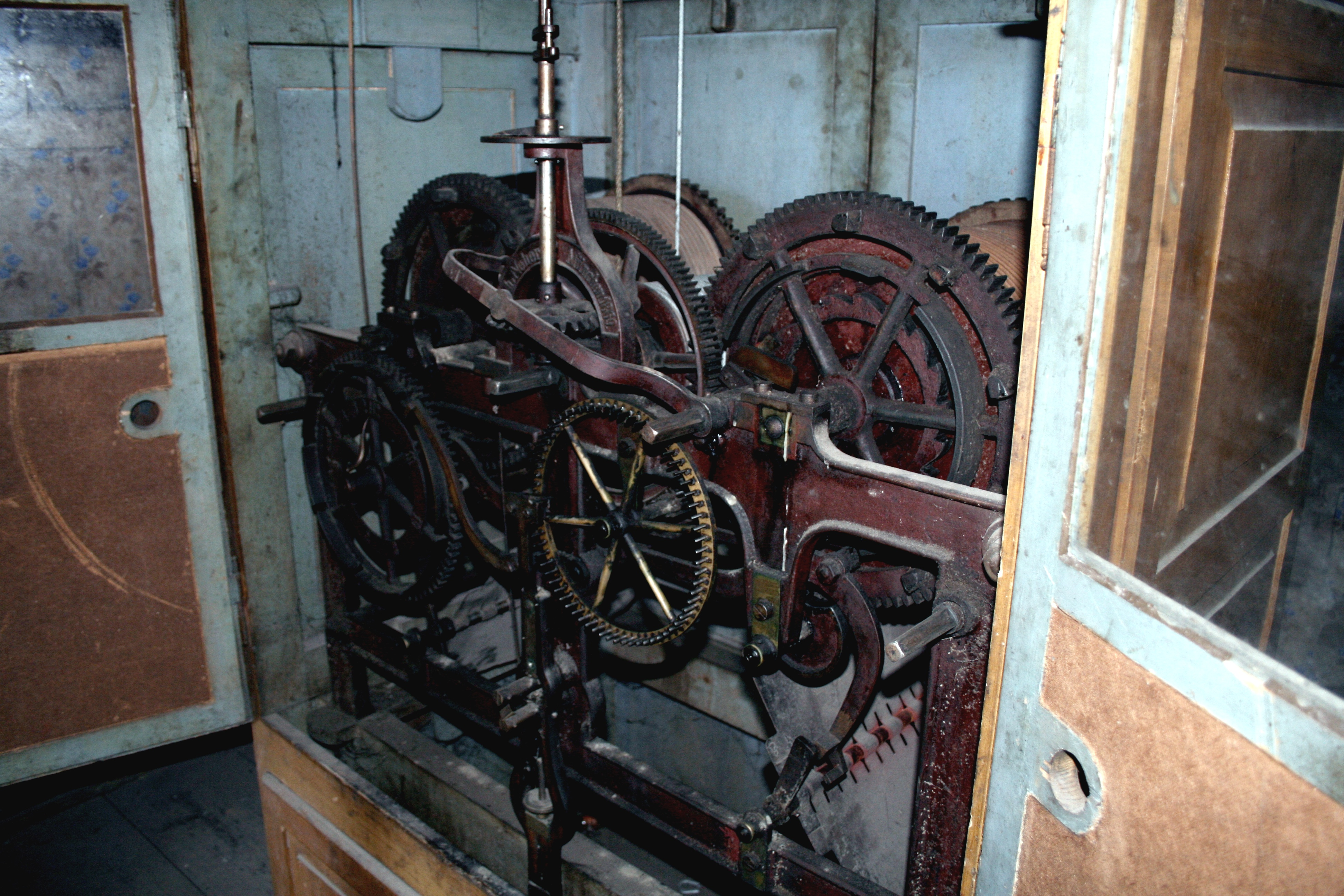
Das mechanische Uhrwerk der Turmuhr

Von 1458 bis 1459 wurde das 19,5 Meter lange und 10 Meter breite Chorhaus errichtet. Pro Wandsegment besitzt es ein hohes Fenster mit einfachem Maßwerk. Die Decke besteht aus einem gotischen Kreuzrippengewölbe. Der Chorraum ist gegenüber dem Langhaus um drei Stufen erhöht, drei weitere Stufen führen in den Chorschluss mit dem Hochaltar.

#### Turm
Der Turm wurde vermutlich Anfang des 14. Jahrhunderts aus Tuffstein erbaut. In seinem untersten Stockwerk befand sich die Sakristei, bis diese 1487 in einen Neubau am südlichen Chorende umzog. Das ehemals gotische, spitz zulaufende Dach des Turmes wurde des Öfteren von Blitzen getroffen und im 17. Jahrhundert, nachdem wiederum ein Blitz eingeschlagen hatte, durch die heutige Laterne mit gekreuztem Spitzdach ersetzt. Seit dem Mittelalter wurde das ursprünglich mit Fresken versehene Zifferblatt der Turmuhr öfters übermalt, zuletzt mit Steinfarben. Bei der Turmsanierung 1973 konnten mindestens drei Farbschichten aufgedeckt werden. Restauriert wurde schließlich die Renaissancebemalung des Zifferblattes aus der Zeit um 1650. Die gotische Sonnenuhr an der Ostseite wurde ebenfalls wiederhergestellt und an der Westseite eine neue angebracht.
Der Turm hat einen quadratischen Grundriss bei einer Seitenlänge von 8,3 Metern. Er ist bis zur Laterne 46,5 Meter, bis zur Spitze 54 Meter hoch und hat zwei Zugänge, einen im Nordschiff, den anderen an der nördlichen Außenmauer. In den Turm ist ein weiterer Holzturm als Glockenstuhl integriert. Das Kreuzrippengewölbe der ehemaligen Sakristei im Untergeschoss wurde 1955 erneuert, da es durch Druckwellen der Bombenexplosionen im Zweiten Weltkrieg beschädigt worden war.

#### Neue Sakristei
Die neue Sakristei befindet sich neben dem Chor, dort wo auch der Eingang ist. Sie besitzt ebenfalls ein gotisches Kreuzrippengewölbe. Die Holzvertäfelungen der Wände weisen kleine, ornamentale Schnitzereien auf. Die Fenster sind mit einfachem Maßwerk ausgestattet.

## Ausstattung
In der Kirche gibt es eine Vielzahl von Kunstwerken, vorwiegend Fresken. Der große Reichtum an Altären und sonstigem Schnitzwerk wurde während der Reformation im Bildersturm zerstört oder verkauft.

### Fresken

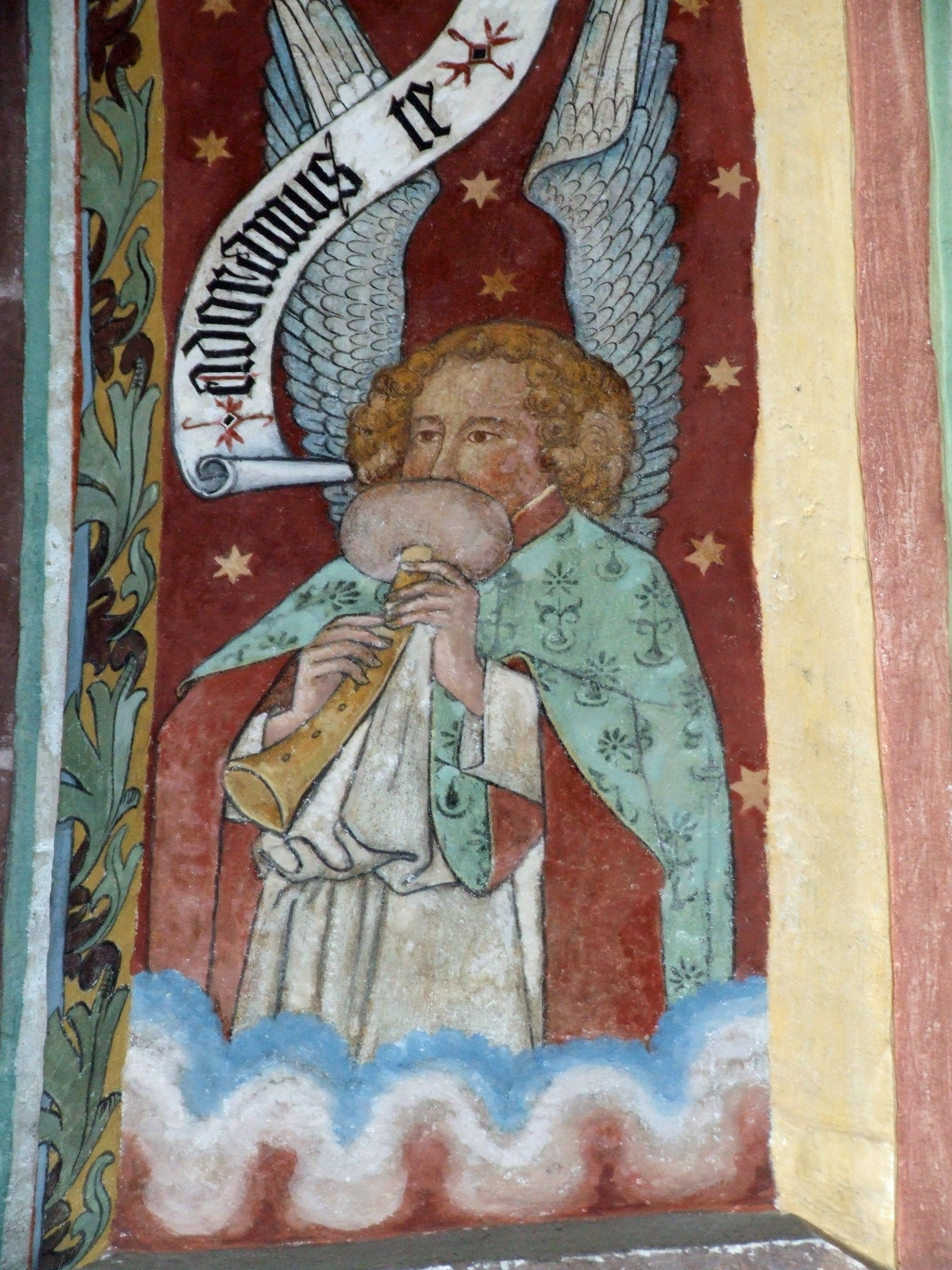
Platerspiel spielender Engel im musischen Rippenbogen

Die ausgesprochen gut erhaltenen Fresken aus dem 15. Jahrhundert wurden von der Memminger Schule unter Leitung von Hans Strigel d. Ä. geschaffen, müssen aber bereits zum Teil 1506 erneuert worden sein. Sie überlebten den Bildersturm vom 19. Juni 1531 offenbar schadlos. Sie wurden vermutlich 1631 mit Tünche überdeckt, da sie schadhaft geworden waren und im Dreißigjährigen Krieg die Mittel für eine Ausbesserung fehlten. Danach gerieten die Fresken in Vergessenheit.
Nach ihrer Wiederentdeckung um 1890 wurde das gesamte Kircheninnere gründlich untersucht und die Fresken ab 1893 wieder aufgedeckt. Einige wurden entsprechend der Gepflogenheiten der damaligen Zeit ergänzt, die meisten jedoch waren in so gutem Zustand, dass lediglich die Farben aufgefrischt wurden. Dank der behutsamen Vorgehensweise bei der Wiederaufdeckung und der Auffrischung der Farben von 1893 bis 1897 durch Professor Franz Haggenmiller aus München sind sie bis heute sehr gut erhalten. Weitere Restauratoren waren Ludwig von Kramer und Bonifaz Locher. Die Maßnahmen wurden 1901 abgeschlossen.
Der Großteil der Fresken lässt sich drei Bereichen zuordnen, den ornamentalen Malereien, dem Apostolischen Glaubensbekenntnis und dem Marienzyklus.

#### Ornamentale Malereien

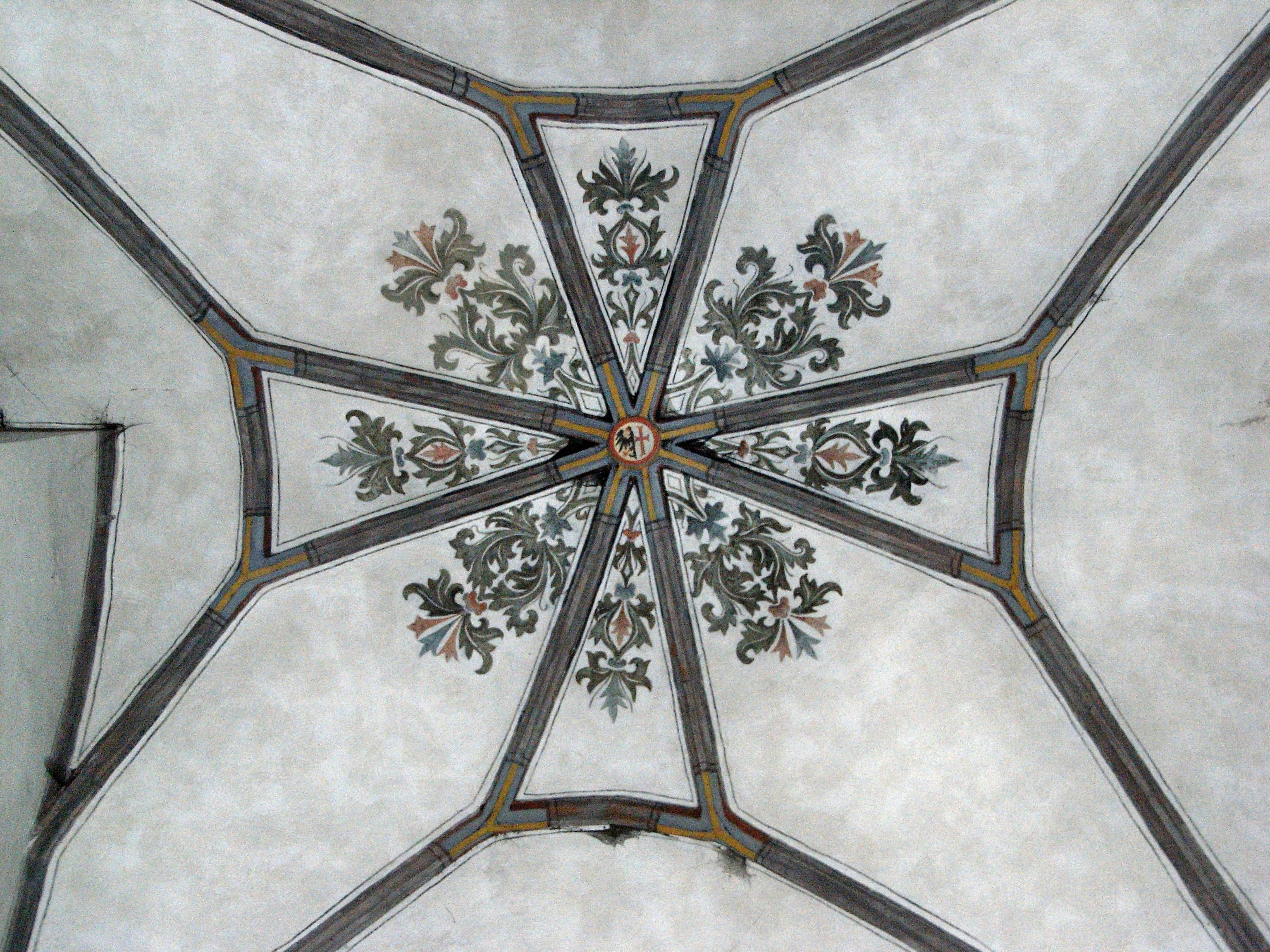
Ornamentale Malereien im Südschiff

Mit ornamentalen Malereien sind Teile des Nord- und Südschiffs sowie Teile der inneren Rippenbögen des Hauptschiffes ausgestattet.
Um die Schlusssteine der Gewölbe rankten sich Ornamente, die durch die Bögen der Spitzbogengewölbe unterbrochen wurden. Sie waren teilweise mit einer unechten Vergoldung versehen. Schon kurze Zeit später wurde diese Vergoldung unansehnlich, so dass sie bereits im 16. Jahrhundert übermalt wurden. Die Wappen auf den Schlusssteinen wurden überwiegend bei der großen Kirchenrestaurierung hinzugefügt. Lediglich in der Sakristei, der Pinzenauer Kapelle, sowie zum Teil im Südschiff ist der Zustand aus der Erbauungszeit erhalten geblieben.
Die Ornamente des Chors, der weiterhin den Kreuzherren gehört hatte, wurden nie übermalt, da dort die Stadt keine Handhabe hatte. Sie stammen noch von der ersten Kirchenbemalung um 1460.

#### Apostolisches Glaubensbekenntnis
Die Memminger Schule um Hans Strigel d. Ä. malte einen über das gesamte Hauptschiff verteilten Freskenzyklus mit den zwölf Aposteln, denen auf Spruchbändern die zwölf Artikel des Apostolischen Glaubensbekenntnisses zugeordnet sind. Die Figuren, von denen sich je eine an jedem Joch und zwei an der Westwand in Höhe der ersten Empore befinden, haben eine durchschnittliche Höhe von 230 Zentimetern. Sie stehen auf gemalten Konsolen. Die zwölf Artikel sind in schwäbischem Dialekt verfasst. Am östlichen Ende des Hauptschiffes befindet sich auf beiden Seiten je eine Spruchtafel; neben den Tafeln und auch an den beiden westlichen Enden sieht man jeweils einen Posaunenengel mit einem Spruchband. Die Engel erinnern an das Jüngste Gericht, die Tafeln mahnen, dass die ewige Seligkeit nur erlangen kann, wer den christlichen Glauben hat; wer ihn nicht hat, kann nicht gerettet werden. Diese Texte von Athanasius, dem Patriarchen von Alexandria, sprechen in ihrer lateinischen Fassung von der „fides catholica“. Der „christliche Glaube“ der deutschen Fassung legt den Schluss nahe, protestantischer Übermalung zu entspringen. Dasselbe gilt für den Glauben an „die cristanlichen hailgen Kirchen“, der wohl den Glauben an „die heilige katholische Kirche“ ersetzt hat.
Im Uhrzeigersinn vom Chor ausgehend sind an der Südmauer des Hauptschiffes Petrus, Andreas, Jakobus der Ältere, Johannes und Thomas, auf der Empore an der Westwand ist Jakobus der Jüngere und Philippus dargestellt. Die Nordwand des Hauptschiffes zieren die Apostel Bartholomäus, Matthäus, Simon, Judas Thaddäus und Matthias. Petrus trug bis zum Bildersturm 1531 die dreifache Papstkrone, eine in Mittelalter und Früher Neuzeit nicht unübliche Darstellung. Sie wurde mit Hammerschlägen zerstört. Bei der Aufdeckung im Jahre 1893 waren nur zwei Figuren beschädigt, alle anderen kamen in vorzüglichem Zustand wieder zum Vorschein. Das Glaubensbekenntnis beginnt bei Petrus und endet bei Matthias. Die Verbindung eines Glaubensartikels mit einem Apostel ist frei gewählt, bei Darstellungen der zwölf Apostel in Verbindung mit dem Credo gab es zahlreiche Varianten.

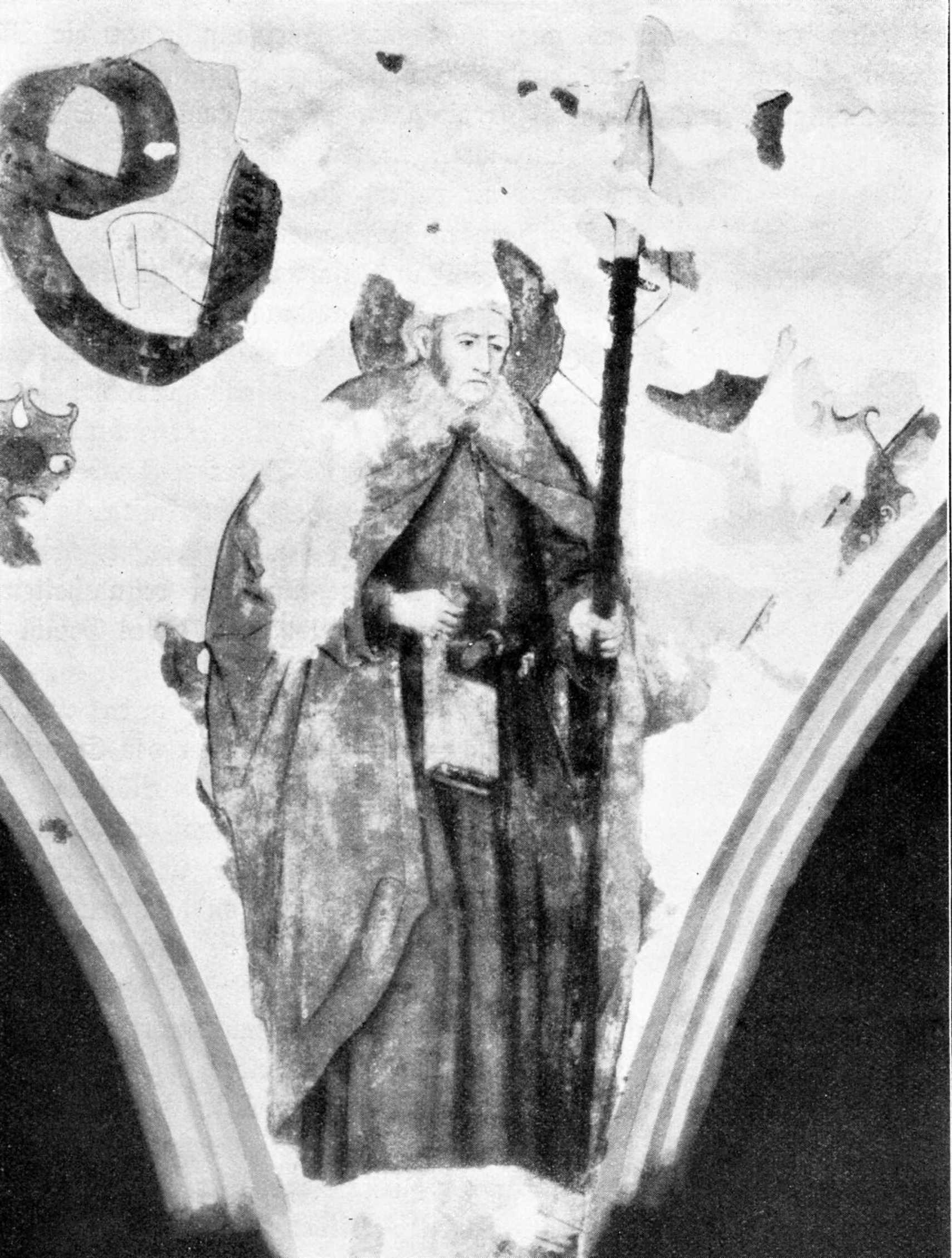
Der Heilige Simon, einer der zwei schadhaft gewordenen Aposteldarstellungen direkt nach der Aufdeckung
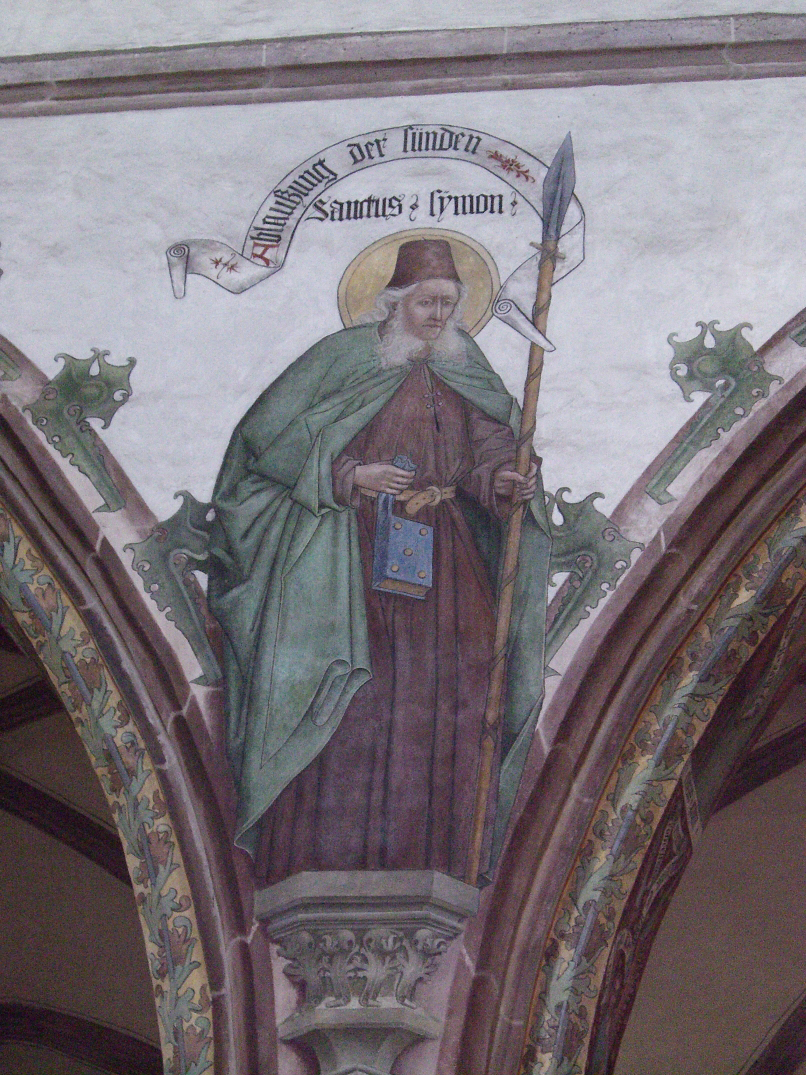
Der Heilige Simon heute, nach der Ergänzung der schadhaften Stellen
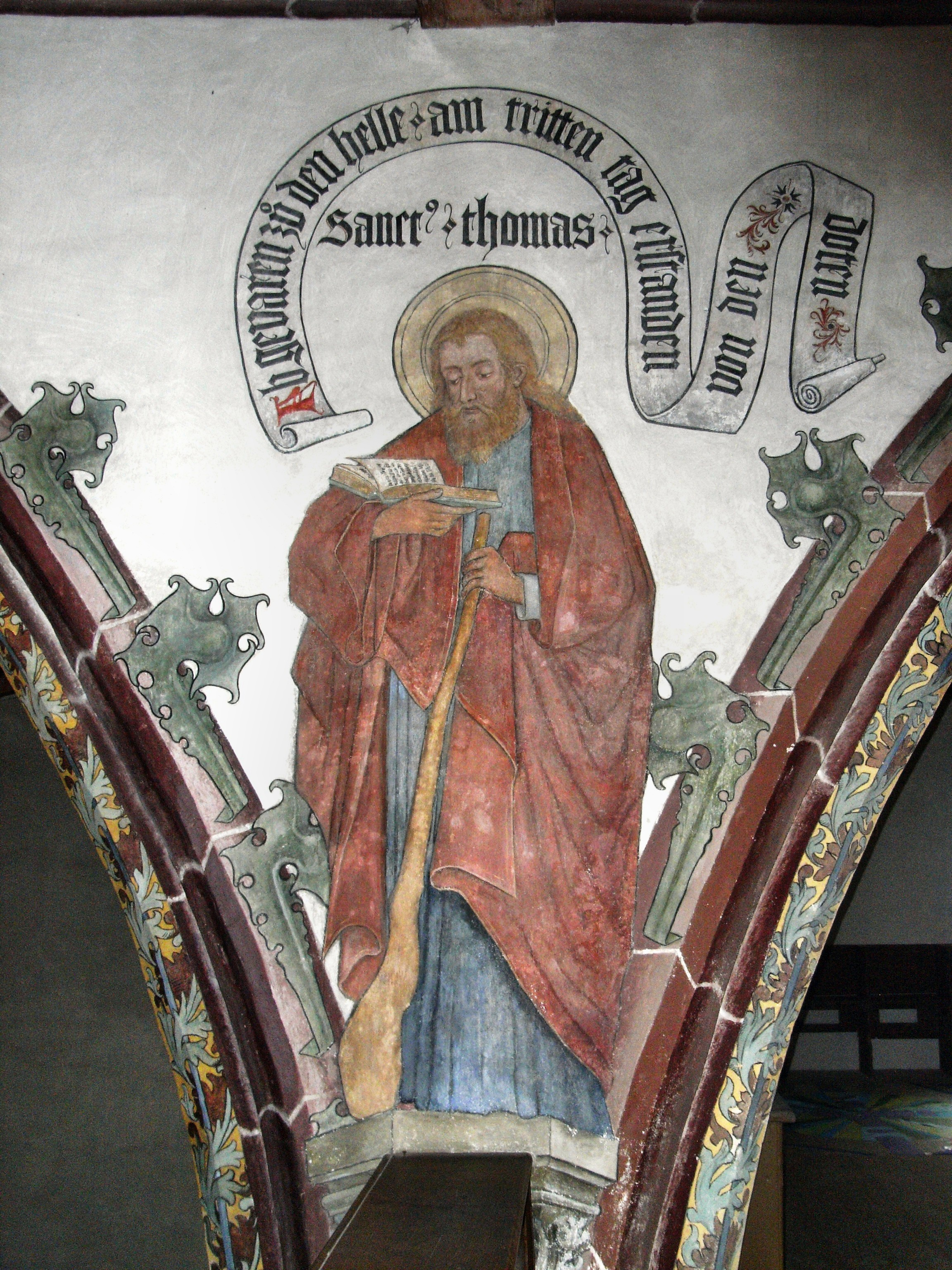
Der Apostel Thomas am letzten nördlichen Joch
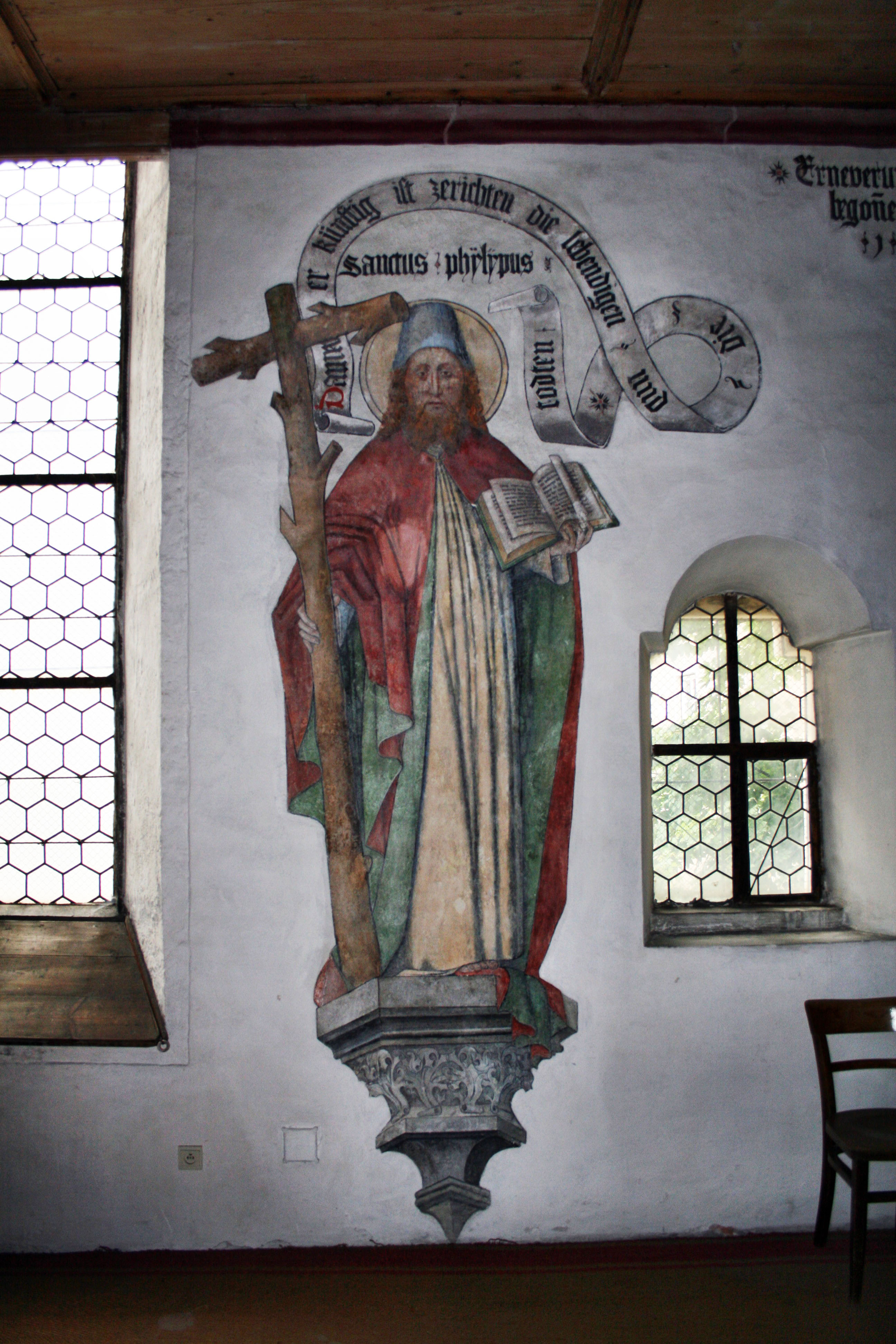
Der Apostel Philippus an der Westwand

In den Arkadenbögen befinden sich Darstellungen von Engeln, von Personen des Alten Testaments – Propheten, Patriarchen, Könige und andere bedeutende Männer – und von wichtigen Repräsentanten des Neuen Testaments: Christus, Maria, vier Evangelisten und zwei Apostel. Einer von ihnen ist Paulus, der die Gruppe der zwölf Apostel erweitert. Alle haben Spruchbänder mit Bibelzitaten. Die Bibelstellen der einzelnen Bögen kommentieren ebenfalls in schwäbischer Mundart die zugehörigen Artikel des Glaubensbekenntnisses. Sie sind aber nicht systematisch geordnet, sondern reihen Analogien und inhaltlich passende Zitate zum jeweiligen Thema ohne erkennbare Leitlinien aneinander. In manchen Bögen sind die Schriftstellen zwei aufeinanderfolgenden Credo-Artikeln zugeordnet. Die Fresken des fünften Bogens fallen aus diesem Schema völlig heraus: Dargestellt werden ausnahmslos Engel mit Musikinstrumenten. Auf Spruchbändern sind keine deutschen Bibelkommentare zu finden, sondern in lateinischer Sprache der Anfang des Gloria, das in der Liturgie der Osternacht feierlich gesungen wird und damit zum Artikel der Auferstehung von den Toten passt. Zudem gibt es eine weitere Besonderheit: Im neunten Bogen ist als einzige Ausnahme von den erwähnten Gruppierungen eine Persönlichkeit aus der Kirchengeschichte dargestellt – Bernhard von Clairvaux. Man kann davon ausgehen, dass der Autor, der das theologische Programm entworfen hat, mit Bernhards Schriften nicht nur vertraut war, sondern dies auch betonen wollte. Der Einfluss von Bernhards Werken auf den Marienzyklus ist unübersehbar, seine ausgeprägte Verehrung der Gottesmutter findet ihren Niederschlag bereits im zehnten Bogen: Es geht um die Vergebung der Sünden, aber die Kommentare beziehen sich hauptsächlich auf Maria. Gleich das erste Spruchband bringt ein Mariensymbol, die aurora consurgens, die aufleuchtende Morgenröte. Maria hat eine wichtige Funktion als „Zuflucht der Sünder“, als Vertreterin der Barmherzigkeit, wie es im Marienzyklus ausführlicher dargestellt ist.

#### Marienzyklus

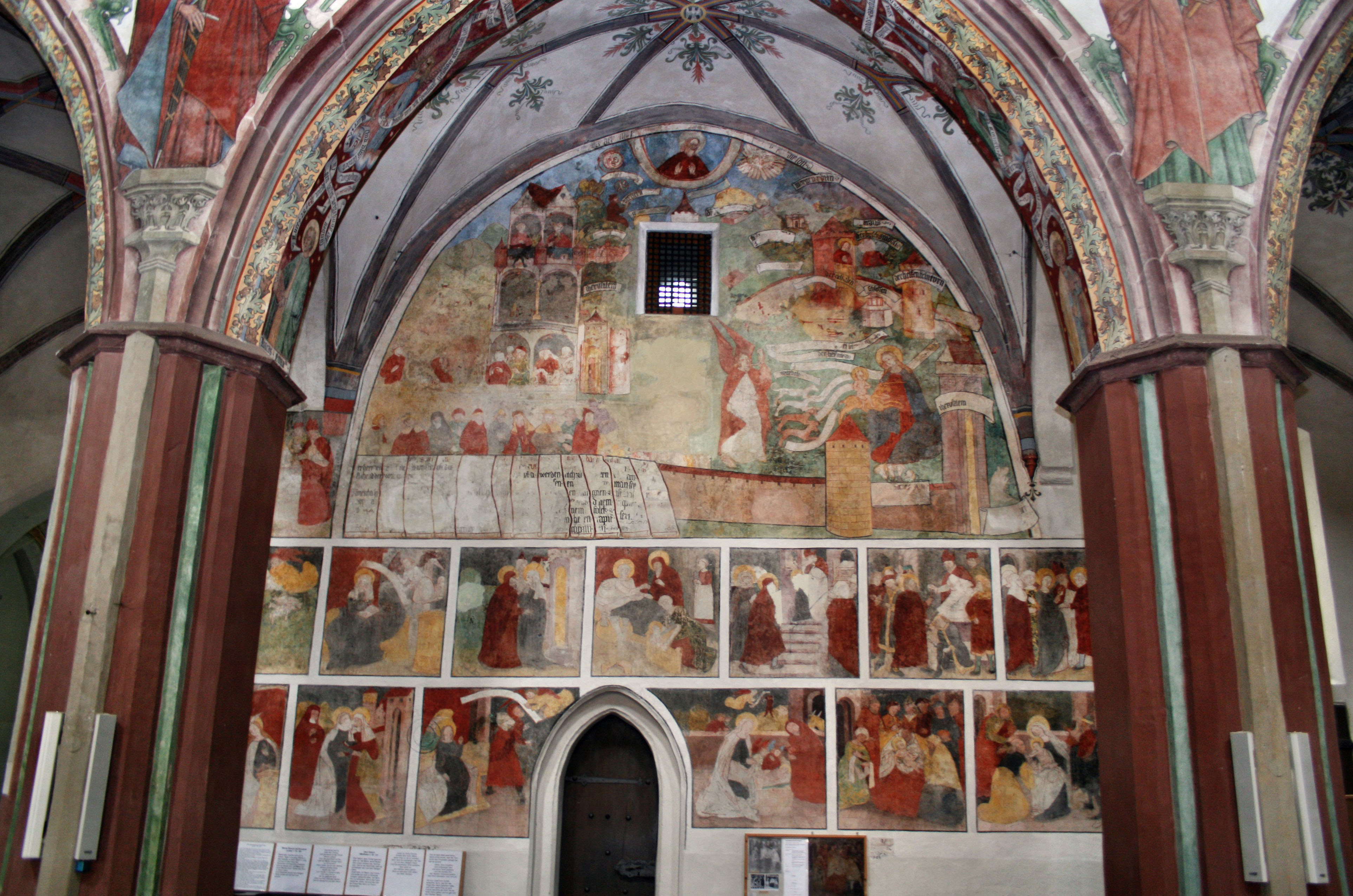
Marienfresko

Der Marienzyklus an der inneren Turmwand im nördlichen Seitenschiff ist eine Besonderheit. Dieses Fresko schildert in 14 Einzelbildern die Lebensgeschichte Mariens von der Verkündigung bis zur Anbetung des Jesuskindes durch die drei Weisen. Diese 14 Tafeln sind je etwa einen Quadratmeter groß. Die gesamte Fläche oberhalb dieser Szenen ist bis zum Gewölbe mit allegorischen und symbolischen Mariendarstellungen versehen. Hauptmotiv ist die sakrale (mystische) Einhornjagd auf der rechten Seite, ein Bildtypus, der im 15. und 16. Jahrhundert vor allem in der deutschen Kunst weit verbreitet war. Durch das Konzil von Trient wurde im 16. Jahrhundert die Darstellung der Einhornjagd verboten. Die Szene findet im hortus conclusus, im geschlossenen Garten statt. Links im Vordergrund bläst Erzengel Gabriel in ein Jagdhorn, vor ihm befinden sich vier Hunde mit Spruchbändern. In ähnlichen Darstellungen tragen die Hunde Spruchbänder mit den Worten veritas, misericordia, iustitia und pax (Wahrheit, Barmherzigkeit, Gerechtigkeit und Friede). Da auf dem obersten Band das Wort Wahrheit erhalten geblieben ist, ist davon auszugehen, dass auf den anderen drei Bändern die übrigen Tugendbezeichnungen in deutscher Sprache standen. Die Zusammenstellung dieser vier Tugenden geht auf das Buch der Psalmen zurück. In der Vulgata lautet der Text:

Misericordia et veritas occurrerunt iustitia et pax deosculatae sunt

„Barmherzigkeit und Wahrheit begegnen sich, Gerechtigkeit und Friede küssen sich.“

Bernhard von Clairvaux hat dann in seiner ersten Predigt anlässlich des Festes Mariä Verkündigung über diese vier Tugenden eine Parabel geschrieben. Die Erzählung geht davon aus, dass Adam und Eva die Tugenden von Gott erhalten haben, die Barmherzigkeit als Beschützerin, die Wahrheit als Erzieherin, die Gerechtigkeit als Lenkerin, damit die Menschen das Gute nicht nur erkennen, sondern auch tun, und den Frieden, um glücklich sein zu können. Durch den Sündenfall haben die Menschen alle vier dann aus eigener Schuld verloren. Unter den Tugenden brach nun ein Streit aus. Wahrheit und Gerechtigkeit wollten als Strafe für Adam und Eva den Tod, Barmherzigkeit und Frieden baten um Schonung der Menschen. Die Paare riefen Gott als den höchsten Richter an, um den Streit beizulegen. Um beiden Seiten gerecht zu werden, entschied Gott, dass einer, der keine Schuld auf sich geladen hat, sterben und dieser Tod heilbringend sein solle. Jemand müsse freiwillig aus Liebe sterben, denn die Liebe ist stärker als der Tod. Die Wahrheit machte sich in der Welt auf die Suche, entdeckte aber keinen Unschuldigen, der freiwillig sterben wollte, die Barmherzigkeit suchte im Himmel, fand aber keinen, der genügend Liebe besaß. Da schickte Gott seinen Sohn auf die Welt, der durch seinen Tod nicht nur die Menschen erlöst, sondern auch den Streit unter den Tugenden beigelegt hat, und darum waren diese vier auch bei seiner Menschwerdung anwesend. Die Tugendpaare versöhnten sich, Gerechtigkeit und Friede küssten sich und die Engel verkündeten bei Christi Geburt den Frieden auf Erden. Die Gerechtigkeit wandelte sich. Vor Christus war sie an das Gesetz gebunden und bedrückte die Menschen durch das Einflößen von Furcht. Nun aber spornte sie die Menschen durch Liebe an.
Der Streit der vier Tugenden ist auf vielen Miniaturen dargestellt und gehört zum Themenkreis des göttlichen Ratschlusses der Erlösung, der Menschwerdung Christi. Die mystische Einhornjagd verbindet dieses Streitthema mit der Legende vom Fangen des Einhorns im Schoß einer Jungfrau und mit der Verkündigung an Maria durch den Erzengel Gabriel. Zum Verkündigungsmotiv gehört Gottvater, der an der höchsten Stelle des Freskos dargestellt ist, und seinen Kopf in Richtung Mariens geneigt hat.
Die Hunde jagen das Einhorn in ihren Schoß. Das Besondere und Einzigartige an dem Fresko ist, dass das Einhorn das Jesuskind trägt. Eine solche Darstellung ist sonst von keiner Kirche bekannt. Da das Einhorn ja bereits ein Symbol für Jesus ist, brauchte man ihn nicht zusätzlich als Person darzustellen. Das Fabeltier ist aber auch ein Attribut der Keuschheit und weist so auf die jungfräuliche Empfängnis der Gottesmutter hin. Maria und das Jesuskind sind mit einem Heiligenschein versehen. Maria streckt dem Kind die Hände entgegen. Auf der anderen Seite im Vordergrund tauchen zwölf Propheten über der Mauerbrüstung auf, die Blätter mit den Weissagungen des Wunders der Empfängnis von der Mauer herabfallen lassen. Von den Texten sind nur Fragmente erhalten, die lauten:
1. „Der Herr/den (wir) suchend / der wirt komen von sinen hailigen tempel“
2. „erfilt ist die wisagong, daß gesalbet…“
3. „ain junckfraw wirt…“
4. „uß dir wirt uß (g)an der…“
5. „der herr…“

Im Mittel- und Hintergrund sieht man ein palastartiges Gebäude, Burg- und Stadtumrisse und zahlreiche Mariensymbole. Diese sind auf Schriftbändern in deutscher Sprache benannt, die Inschriften sind allerdings arg beschädigt. Dennoch können einige Symbole sicher identifiziert werden: electa ut sol (auserlesen wie die Sonne), pulchra ut luna (schön wie der Mond), stella maris (Meeresstern), aurora consurgens (aufleuchtende Morgenröte), rubus incombustus (nicht verbrannter Dornbusch), hortus conclusus (verschlossener Garten), turris eburnea (elfenbeinerner Turm), porta clausa (verschlossene Pforte), civitas dei (Stadt Gottes), das Vlies Gideons und Jerusalem als Stadt Davids. Links von den zwölf Propheten finden wir das erste Bild aus dem Marienzyklus:

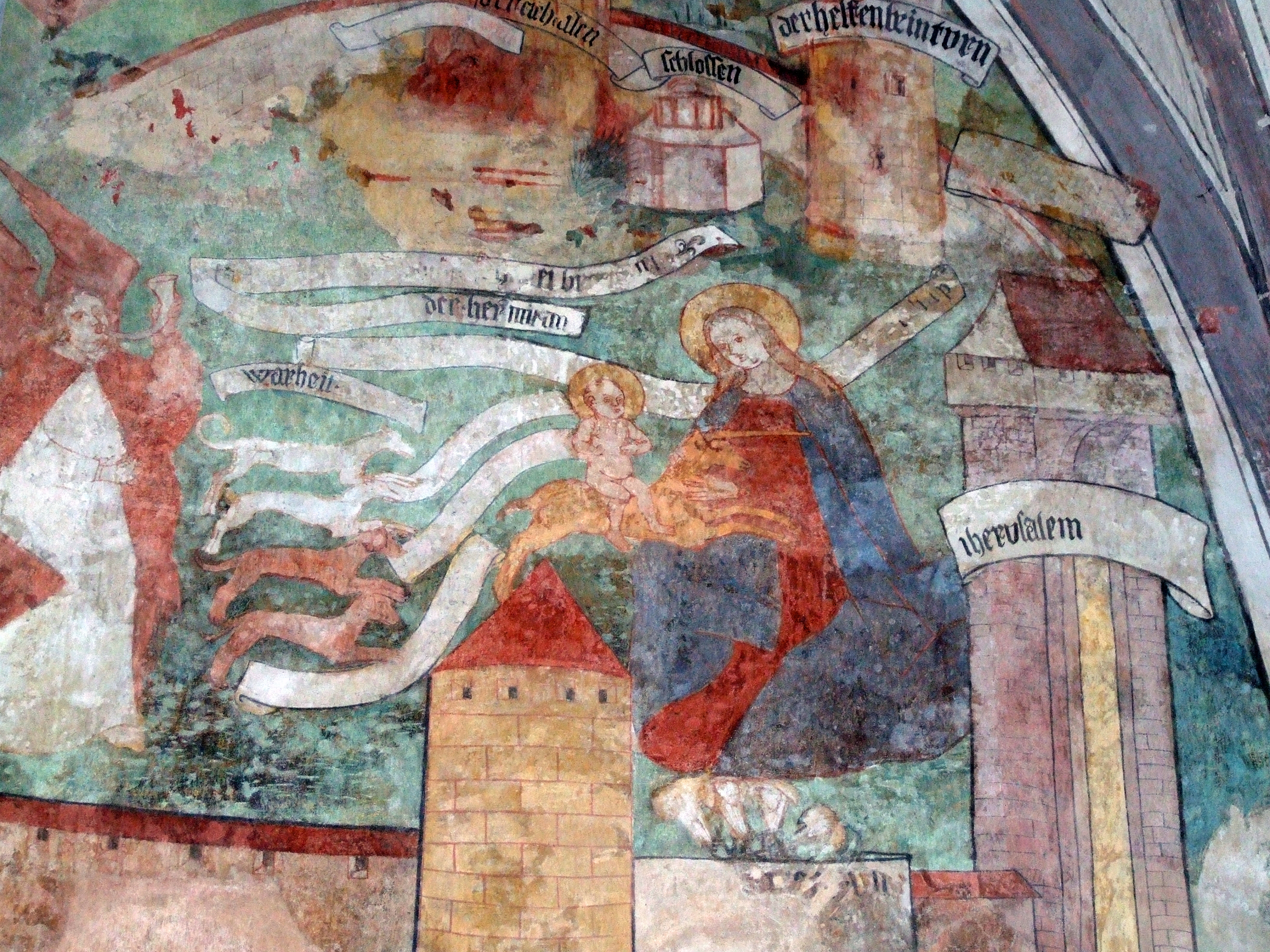
Jesus wird von einem gejagten Einhorn in den Schoß Mariens getragen

1. Die Szenen aus dem Leben Mariens beginnen mit Joachims Opfer. Joachim und Anna, die Eltern Marias, sind ein frommes Paar, das aber wegen seiner Kinderlosigkeit in Schmach leben muss. Zur Leistung seiner Opferpflicht vor dem Priester erschienen, wird Joachim mit seiner Gabe zurückgewiesen.
2. Das zweite Bild Joachim in der Einöde zeigt Joachim, wie er, auf seinen Stab gestützt, über eine mit Steinen übersäte Straße zu seinen Herden geht, die man im Hintergrund angedeutet sieht. Ein goldener Engel, ein Spruchband in den Händen haltend, schwebt zu ihm herab und verkündet ihm, dass er Vater eines Kindes wird. Zum Zeichen für die Wahrheit der Verkündung wird Joachim Anna an der Goldenen Pforte in Jerusalem begegnen.
3. Das dritte Bild zeigt Anna im Frauengemach, mit einer weißen Haube bedeckt vor einem roten gefalteten Vorhang auf einem Ruhebett sitzen. Mit einem weißen Tüchlein wischt sie sich die Augen und sucht Trost in einem Gebetbuch, das sie in der rechten Hand auf ihren Knien hält. Durch ein Fenster, unter dem ein Schränkchen mit teilweise aufgezogenen Schubladen steht, fliegt ein weißgewandeter Engel herein, der ihr dasselbe verkündet, wie zuvor Joachim.
4. Im vierten Bild begegnen sich Joachim und Anna vor der Goldenen Pforte. Auch hier ist die Straße steinig, im Hintergrund sind Mauern und Türme Jerusalems zu erkennen.
5. Das fünfte Bild zeigt Mariens Geburt. Anna liegt weiß gekleidet im Bett und reicht dem herzutretenden Gatten die Hand. Im Vordergrund kniet eine Frau mit hochgekrempelten Ärmeln am Boden vor einer Badewanne, in die sie die neugeborene Maria legt. Heiligenscheine sind über ihr und über Joachim und Anna zu sehen. Auf einem Tisch sind Leinentücher ausgebreitet. Durch die Türe im Hintergrund tritt eine Dienerin herein.
6. Der Tempelgang der Maria ist auf dem sechsten Bild zu sehen. Die dreijährige Maria wird am oberen Ende einer Treppe von einem Priester erwartet. Die Eltern schicken sich an, ihr zu folgen. Zwei andere Personen im Vordergrund nehmen an der Szene teil.
7. Das siebte Bild zeigt das Stabwunder. Eine Schar junger Leute mit Ruten in den Händen strömt durch eine in der Ecke sichtbare Türe herein. Goldverbrämte rote und blaue Röcke und Hüte deuten auf die hohe Bedeutung der Feierlichkeit. Sie begleiten den barhäuptigen, mit dem Heiligenschein ausgezeichneten Joseph, der wie auch in den folgenden Bildern einen roten Rock trägt und fast greisenhaft erscheint. Indem er vor den Priester tritt, wird die Rute, die Joseph trägt, grün wie ein frischer Palmzweig. Die der übrigen Bewerber bleiben dürr wie Besenreiser. Ein lockiger Jüngling im vornehmen Prachtkleid sinkt im Vordergrund auf die Knie, um seine Rute zu zerbrechen. Es ist eine der seltenen bildlichen Darstellungen dieser Szene in Deutschland. Meist wird sie bei Marienerzählungen ausgelassen.
8. Die Vermählung Josephs mit Maria ist auf dem achten Bild zu sehen. Beide stehen vor dem Priester, der über dem weißen Unterkleid einen zurückgeschlagenen roten Mantel trägt. Maria und Joseph haben ihre Hände vereinigt. Der Priester streckt segnend seine Rechte darüber aus. Vier Personen auf Seiten der Braut und ebenso viele auf Seiten des Bräutigams sind die Trauzeugen.
9. Das neunte Bild zeigt die Mariä Verkündigungsszene. In den späten Abendstunden – ein dunkler Himmel ist durch die Fensteröffnung zu sehen – kniet Maria vor dem roten, gefalteten, oben baldachinartig zusammengefassten Bettvorhang an einem Betschemel, auf dem ein Buch aufgeschlagen liegt. Der Erzengel Gabriel in goldenem Kleid und rotem Mantel zieht an einem Zipfel den Vorhang zur Seite und bringt Maria die freudige Botschaft. Der heilige Geist in Gestalt einer weißen Taube, von Gott, der im Brustbild oben am Himmel erscheint, ausgegangen, hat sich auf die Stirn der Jungfrau herabgesenkt.
10. Die Szene Marias Besuch bei Elisabeth ist auf dem zehnten Bild zu sehen. In lichtgrüner Landschaft, aus der im Hintergrund ein Turm mit einem Stück Stadtmauer hervortritt, begrüßen sich die beiden Frauen vor einer offenen Tür in zärtlicher Umarmung. Der Gegensatz zwischen der alten und der jungen Frau ist deutlich gekennzeichnet. Die Gestalt in Mantel und Kapuze im Hintergrund ist wohl der Priester Zacharias.
11. Die Flucht Josephs zeigt das elfte Bild. Maria sitzt wie bei der Verkündigung in einem Zimmer vor einem roten Bettvorhang. Joseph, einen Knotenstock in der rechten Hand, ein Bündel auf dem Rücken, wird eben die letzten Worte mit ihr gewechselt haben, um dann die Unschuldige zu verlassen. Die Erscheinung eines Engels, der durch das Fenster hereinschwebt, veranlasst ihn, sich diesem zuzuwenden und zu hören, was der in Hilflosigkeit dasitzenden Jungfrau geschehen soll. Auch diese Szene ist in dieser Art nur aus diesem Fresko bekannt.
12. Die Geburt Jesu zeigt das zwölfte Bild. Unbekleidet, in einen Trog gebettet, liegt das neugeborene Kind am Boden. Die Eltern stehen zu beiden Seiten, drei kleine Engel zwischen ihnen betrachten das Jesukindlein in anbetendem Staunen. Über die niedrige Brüstung, die den Raum nach hinten abschließt und den Blick in eine nächtliche Hügellandschaft frei lässt, schauen zwei Hirten herein, ein dritter weilt, von der Erscheinung des Engels gefesselt, bei seiner Herde. Durch eine Maueröffnung strecken Ochs und Esel ihre Köpfe herein.
13. Das vorletzte Bild zeigt die Beschneidung Christi. In der Mitte einer Gruppe von zehn Personen sitzt, dem Betrachtenden zugekehrt, ein würdiger Priester auf einem Stuhl mit hoher Rückenlehne. Unter seinem Priesterhut fällt ein weißes Schleiertuch über Kopf und Schultern bis auf die Hände herunter. Auf diesem Tuch hält er das Kind, während ein mit unbedecktem Haupt daneben sitzender Priester das Messer ansetzt. Auf der anderen Seite hält eine Frau eine lange weiße Binde bereit. Hinter dieser Gruppe stehen sechs Zuschauer in ruhiger Haltung nebeneinander. Der Mann im roten langen Rock mit grauem Bart und Haar soll vermutlich Joseph darstellen.
14. Das letzte Bild zeigt die Anbetung der Heiligen Drei Könige. Die Brüstung auf dem zwölften Bild ist verkürzt, um einer Türe Platz zu machen. Durch diese sind die vornehmen Gäste hereingekommen. Joseph fehlt in dieser Szene. Maria sitzt in der Mitte, das unbekleidete Kind auf dem Schoß. Dieses streckt die Arme dem Greis entgegen, der vor dem Kind kniet und es bei der rechten Hand ergriffen hat. Seitwärts steht, ein halbmondförmiges Schaugefäß in den Händen, der zweite König, den die wulstigen Lippen, die Stumpfnase und die braune Hautfarbe als Mohren kennzeichnen. Der dritte, den Hut in den Händen, schreitet von der anderen Seite mit seinen Gaben hinzu.

Über die Entstehungszeit sowie den Urheber des Zyklus liegen keine Informationen vor. Die Kreise, die zwischen zwei Tafeln des Marienlebens zu sehen sind, stammen von einem Weihekreuz, das, wie der Farbauftrag beweist, eher als die Bilder gemalt worden ist.

#### Sonstige Fresken

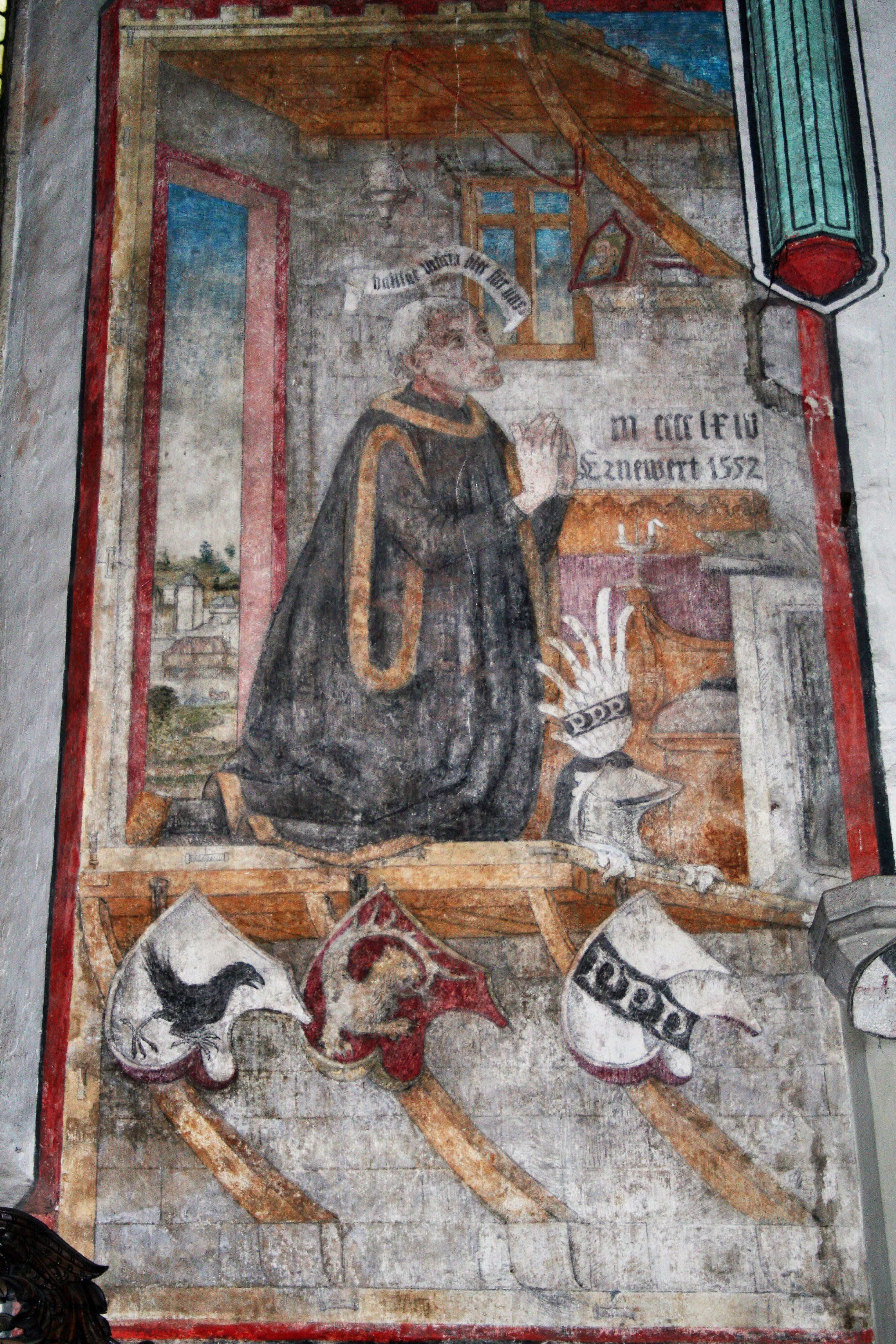
Das Stifterbild von Hans Vöhlin d. Ä.

Im Chor befinden sich mehrere Fresken. Das Fresko an der nördlichen Chorwand stellt Hans Vöhlin d. Ä. dar, einen der wichtigsten Stifter der Kirche. Als lebensgroße Figur kniet der ältere Mann in einer getäfelten Stube auf einer gepolsterten Bank. Auf einem Wandbrett, von dem ein Rosenkranz herabhängt, ist ein kleiner Hausaltar angebracht. An einer Schnur über dem Betenden an der Decke ist eine Hängelampe befestigt. Über seine Schulter hinweg sieht man in eine Flusslandschaft hinaus, deren Motiv eventuell dem oberschwäbischen Illertal angelehnt ist. Dort waren die Vöhlin sehr begütert, was diese Annahme nährt. Der Boden der gemalten Stube ist nach vorn von drei Sparren abgeschlossen. Über die Balkenschwelle hängen an Riemen drei Wappenschilde mit den Wappen des Stifters und wohl denen seiner zwei Gemahlinnen aus den Häusern Rappenstein und Imhof herunter. Auf einem Schriftband Über dem Kopf des Betenden steht: Heilige Maria, bitt für uns. Zu seinen Füßen befindet sich der Stechhelm mit der Vöhlinschen Helmzier. Des Weiteren ist die Inschrift: MCCCCLXIV (1464) und darunter Ernewert 1552 (Erneuert 1552) zu lesen.
Das Marienbild in einer kleinen Nische der südlichen Chorwand ist ebenfalls eine Vöhlinsche Stiftung. Die Nische, in der sich früher vermutlich ein Heiliges Grab befand, ist 2,21 Meter breit, 1,75 Meter hoch und 0,45 Meter tief. Die untere Hälfte der Nischenwand ist mit einem Teppichmuster bemalt. In der oberen sieht man über Wolken als Brustbild eine Madonna mit Kind, das mit den Händen einen Rosenkranz ausbreitet, rechts und links davon je einen musizierenden Engel. Auf etwa der gleichen Höhe befinden sich an die seitliche Wand anstoßend, rechts von der Gruppe der Wappenschild, links der Stechhelm mit der Helmzier der Vöhlins. Eine Maßwerkumrahmung mit Fischblasenmuster leitet von den Leibungen über auf die Außenwand, auf der ein mit Laubbossen (Rosetten aus Stein) besetzter Stab das Bild abschließt.
An der Südostwand des Chorschlusses sieht man einen fliegenden Engel, der eine große Hostienscheibe in seinen Händen hält. Da die Hostie früher auch Engelsbrot genannt wurde, geht man davon aus, dass der Engel zu einer verschwundenen Plastik gehörte.

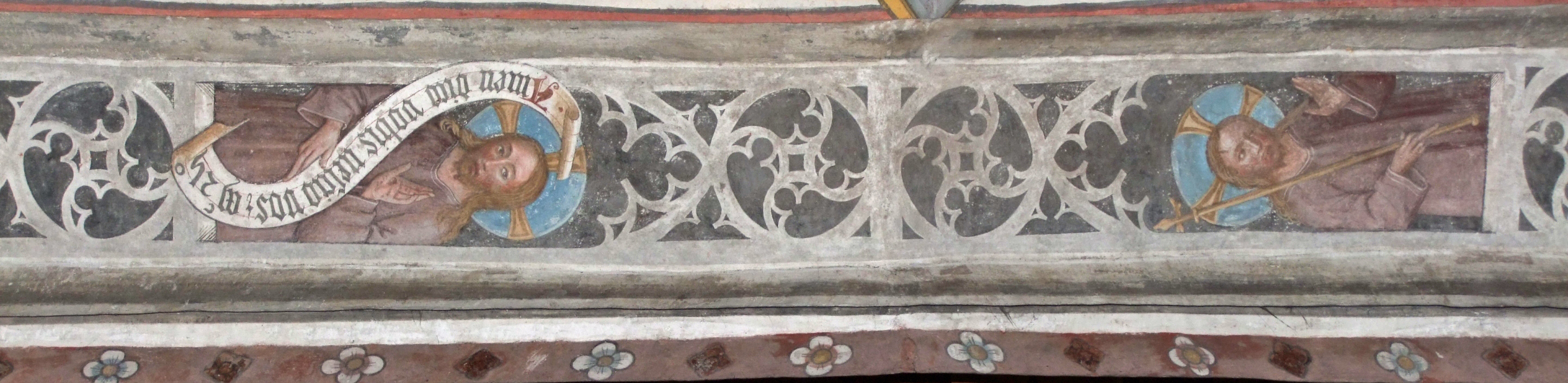
Links der den törichten, rechts der den klugen Jungfrauen zugewendete Christus im Chorbogen (vom Chor aus betrachtet)

Im Chorbogen sind die Klugen und Törichten Jungfrauen dargestellt, über denen jeweils Christus thront. Die fünf klugen Jungfrauen auf der linken Seite des Chorbogens halten ihre sorgsam gefüllten Öllampen in die Höhe. Sie blicken wachsam, fürsorglich. Ihnen ist die jederzeitige Ankunft des Bräutigams bewusst. Auf der rechten Seite sieht man die fünf törichten Jungfrauen, die die leeren Öllampen nach unten halten und auf den Bräutigam nicht vorbereitet sind. Sie denken, dass sie noch genügend Zeit haben und verlassen sich auf ihre klugen Schwestern.

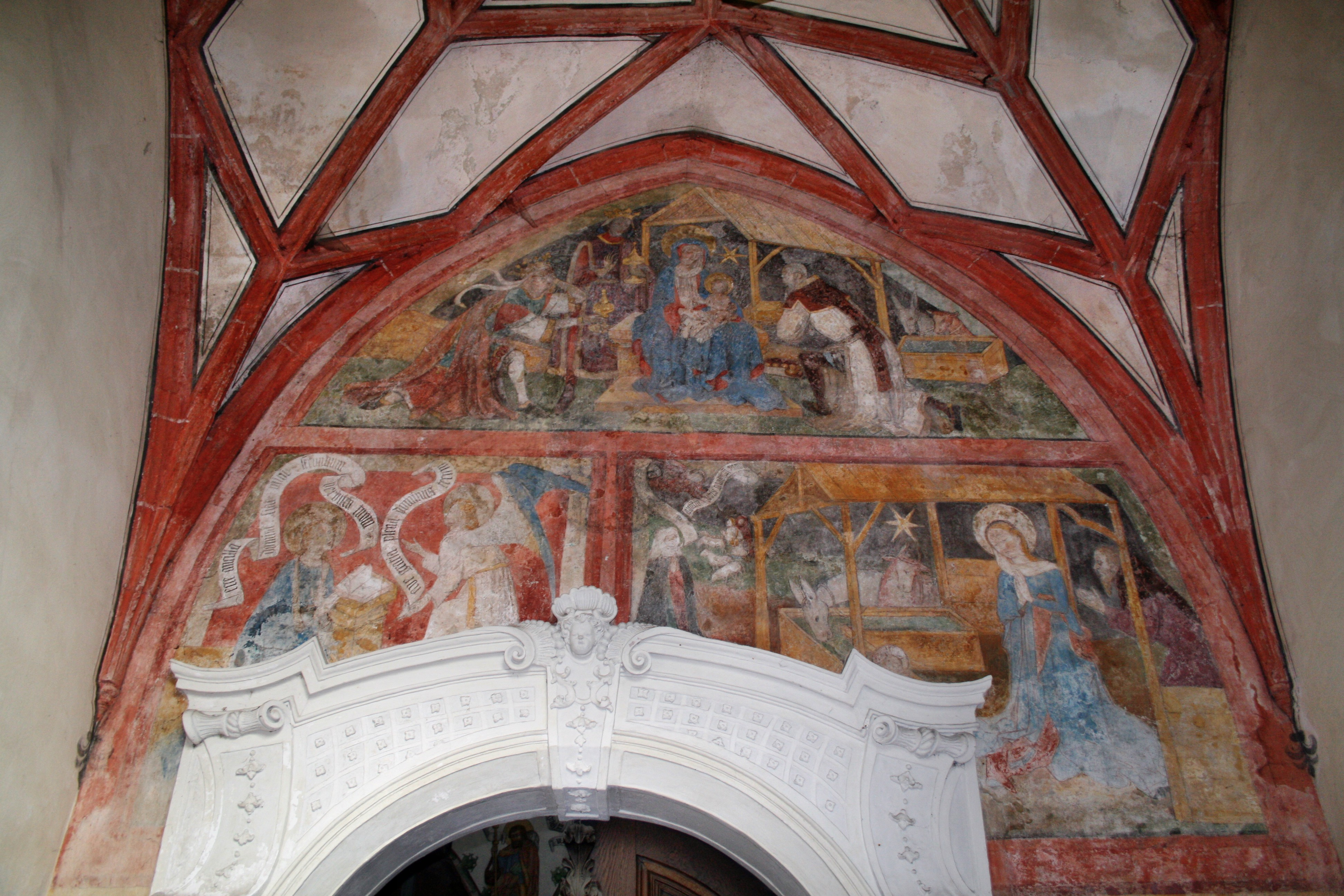
Weihnachtsfresko im nördlichen Vorzeichen.

Über der Kirchenpforte im nördlichen Vorzeichen befindet sich ein Weihnachtsfresko aus drei einzelnen Bildern. Das erste Bild (links unten) zeigt Mariä Verkündigung. Maria sitzt neben einem Lesepult mit einem aufgeschlagenen Buch. Vor ihr deutet der Engel mit der rechten Hand auf das Schriftband mit den Worten Ave gratia plena. dominus tecum (Sei gegrüßt, voll der Gnade. Der Herr ist mit dir), das er in der Linken hält. Ein weiteres Schriftband über dem Haupt Mariens gibt die Antwort: Ecce ancilla domini. fiat mihi secundum verbum tuum. (Siehe die Magd des Herrn. Mir geschehe nach deinem Wort). Beide Texte stammen aus dem Evangelium nach Lukas, Kapitel 1, Vers 28–38. Das zweite Bild rechts unten zeigt Christi Geburt. Unter und vor einem von vier Pfosten getragenen Dächlein befindet sich eine Futterkrippe, in deren vorderem Teil das Kindlein liegt, während aus dem hinteren der Ochse und der Esel fressen. Vor dem Kind kniet betend die Mutter, Joseph steht dahinter. Von der anderen Seite naht in betender Haltung eine Nonne, deren Schriftband nicht mehr lesbar ist. Im Hintergrund sieht man den Stern von Betlehem und die Szene der Verkündigung an die Hirten durch einen am Himmel erscheinenden Engel. Dessen Botschaft wird durch ein leeres Schriftband angedeutet. Das dritte Bild oben zeigt die Heiligen Drei Könige. Unter einem ähnlichen Holzdach wie bei dem Fresko von Christi Geburt sitzt auf einer altarähnlichen Bank mit vorgesetztem Podest Maria, Jesus auf dem Schoß haltend. Einer der Könige reicht kniend ein Kästchen. Auf der anderen Seite steht der zweite, der dritte beugt in einer lebhaften Bewegung das Knie. Beide tragen Kronen und bieten ziborienförmige Gefäße an. Ein Futtertrog mit den Tieren ist auf die Seite gedrängt.

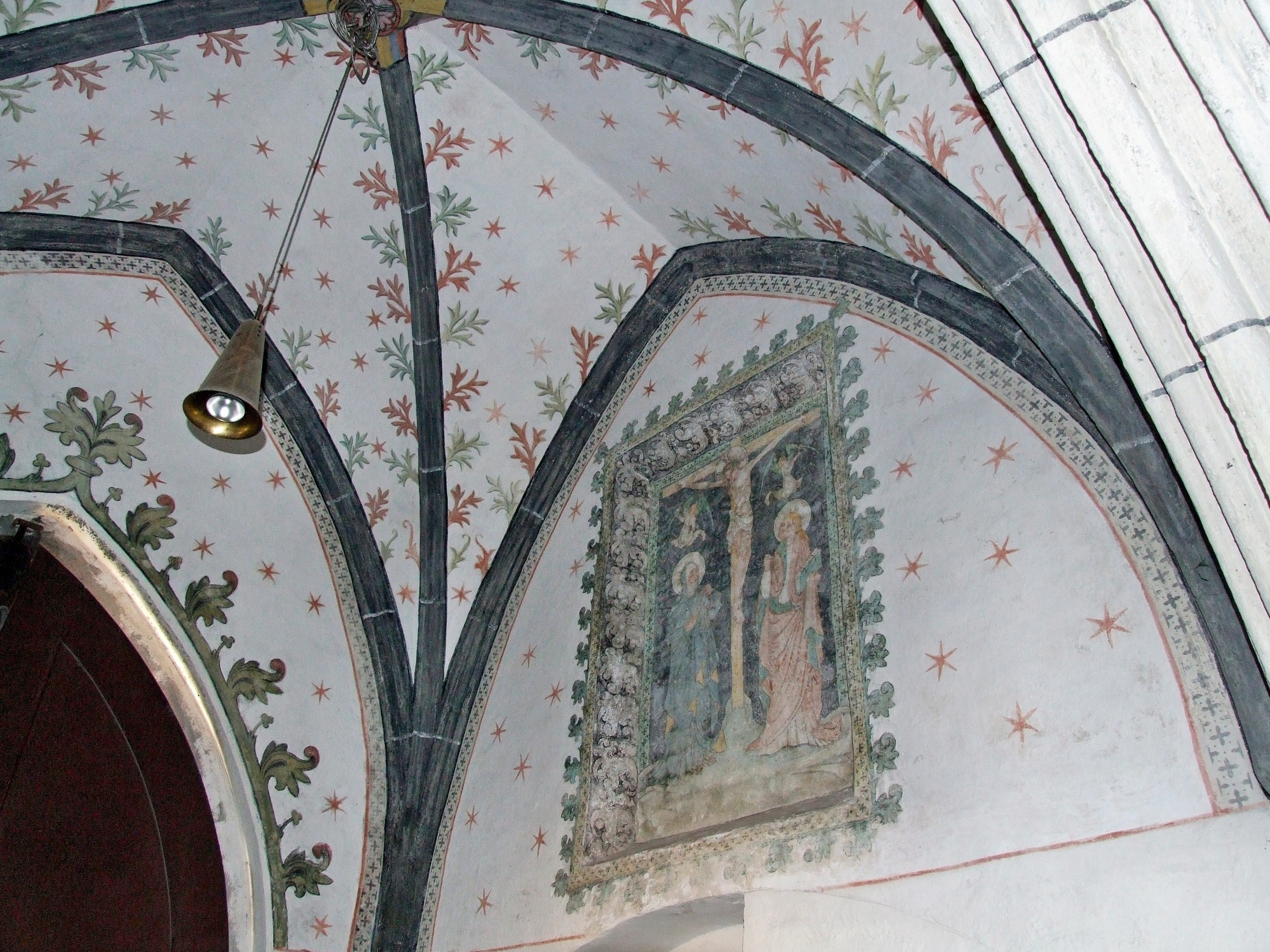
Das südliche Vorzeichen mit Kreuzigungsszene und Sternenhimmel sowie ornamentalen Fresken.

Das südliche Vorzeichen wurde nicht barockisiert. Die dortigen Fresken aus den Anfängen des 15. Jahrhunderts dürften die ältesten erhaltenen der Kirche sein. Dort ist die gotische Ausstattung noch vollständig erhalten. Die Decke ziert ein Sternenhimmel mit ornamentalen Verzierungen an den Kreuzrippen. An der Westseite ist eine Nische mit 1,71 Meter Höhe, 1,14 Meter Breite und 0,18 Meter Tiefe mit der Kreuzigungsszene in die Wand eingelassen. Die Leibungsfläche dient als Umrahmung. Ein Blattornament, in lichtgrauer Farbe auf schwarzem Grund und in verschiedenen ausladenden Formen ist zwischen zwei Leisten gelegt. Diese tragen ein Vierpassornament in grün auf schwarzem Grund. Bei der äußeren dieser Leisten mit einem krabbenähnlichen grünen Laubornament greift der Rahmen auf die Mauerfläche über. Links vom gekreuzigten Jesus steht die leidende Maria, den Blick auf Johannes rechts vom Kreuz gerichtet. Dieser trägt das Evangelium im Arm. Jesus selbst hat bereits die erst nach dem Tod zugefügte Seitenwunde. Das Blut, das er vergießt, wird von zwei Engeln mit Kelchen aufgefangen.
Der Aufgang zur alten Empore in der Vorhalle war früher ebenfalls bebildert. Hier waren allerdings die Fresken so beschädigt, dass sie größtenteils nicht wiederhergestellt werden konnten.
Die Pfeiler in Höhe der Kanzel waren früher ebenfalls mit Bildern aus der Heiligen Schrift verziert. Allerdings waren diese Fresken zum großen Teil so schadhaft, dass sie beim Bildersturm übertüncht wurden.
Auf jedem von den beiden Pfeilern ist ein Fresko aufgedeckt. Das Fresko im Nordschiff vor dem Marienzyklus der inneren Turmwand zeigt Christus als Schmerzensmann. Er ist etwa einen Meter über dem Boden in halber Lebensgröße dargestellt. Christus ist nur mit einem Lendentuch bekleidet, mit Dornenkrone, seinen Wundmalen und einem Heiligenschein versehen, und befindet sich vor einem Teppich, den zwei nur bruchstückhaft erhaltene Engel halten, umgeben von Marterwerkzeugen.
Der Pfeiler am Südschiff, an dem sich die Kanzel befindet, besitzt ebenfalls Reste von Fresken, eines mit der Jungfrau Maria, die von Engeln umgeben ist. Dieses war sehr fein ausgearbeitet, wie man aus den Resten erkennen kann. Die Nordseite desselben Pfeilers zeigt einen gemusterten gotischen Teppich, der von zwei Engeln gehalten wird. Dieses Fresko ist entweder bei der Aufstellung der Kanzel entstanden oder war bereits vorhanden, als man das Orgelgehäuse dort anbrachte.

### Ölbilder

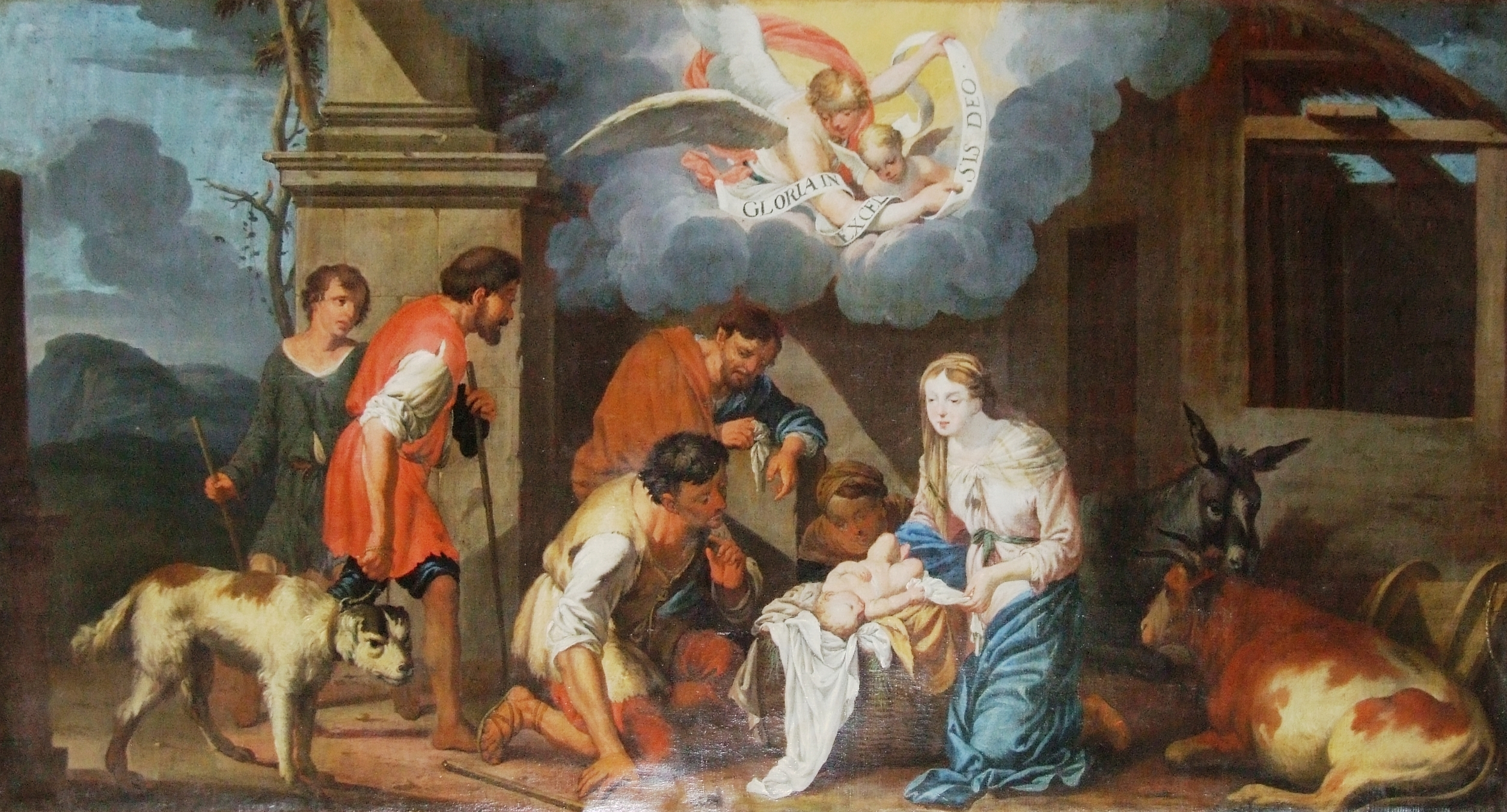
Das Weihnachtsbild in der Sakristei

Das Altarbild des Hochaltares wurde von Johann Friedrich Sichelbein der Memminger Schule um 1700 gemalt. Es wurde 1806, am Ende des Simultaneums der katholischen Stadtgemeinde St. Johann übergeben und 1868 zurückgekauft. Es zeigt die Kreuzigungsszene auf Golgatha. Zwei Bilder von Rudolf Schwemmer aus dem Jahr 1961 befinden sich in der Taufkapelle. Sie zeigen in moderner Darstellung die Pfingstbegebenheit und die Kindersegnung Jesu. Im südlichen Seitenschiff hängt ein Bild mit der Auferstehung Jesu in gemäßigtem Expressionismus. Es wurde 1951 von Ulrich Franke geschaffen. Das Abendmahlsgemälde neben der Hawanger Madonna wurde 1820 von Andreas Küchle gemalt.
In der neuen Sakristei befindet sich ein Bilderzyklus mit Szenen aus dem Alten und Neuen Testament von Johann Friedrich Sichelbein. Die Bilder hingen vor der Aufdeckung der Fresken in den Arkadenbögen des Hauptschiffes.

### Schnitzereien

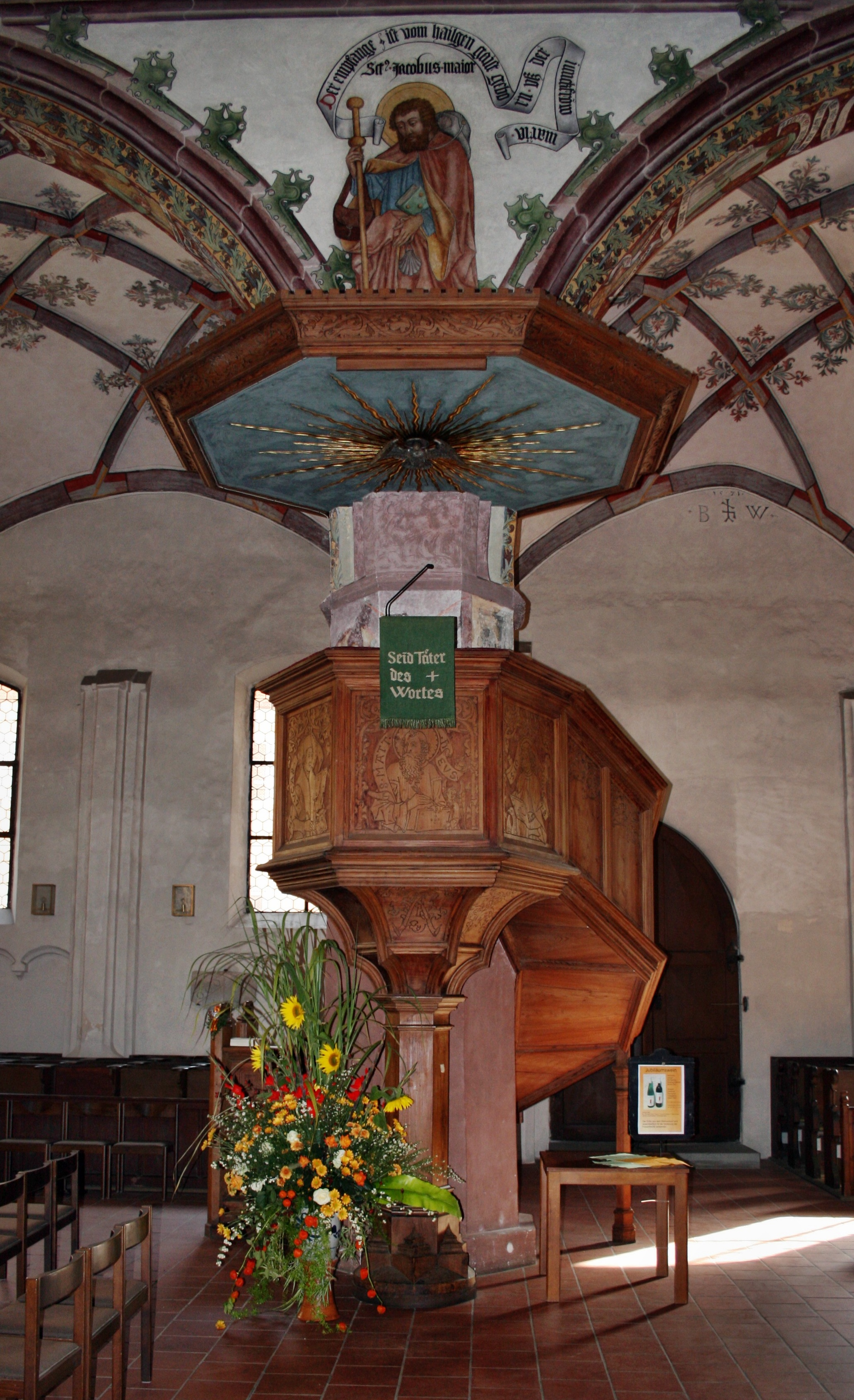
Die vertäfelte Kanzel

#### Im Chor
Das barocke Chorgestühl aus dem Jahre 1696 eines unbekannten Künstlers mit Muscheln, Putten, Fratzen und Fruchtgehängen hat einen durchschnittlichen künstlerischen Wert. Über dem Eingang zur Sakristei ist das Wappen des damaligen Spitalmeisters des Oberhospitals angebracht. Die Tür zur Sakristei ist ebenfalls mit Schnitzereien verziert, die von der Stadt kurz vor dem Chorgestühl in Auftrag gegeben wurden. Die Türe trägt im oberen Feld das von Putten und Früchten umrahmte Stadtwappen als Zeichen dafür, dass die dahinter liegende Sakristei zum reformierten Teil der Kirche gehörte. Der Hochaltar stammt aus dem Jahr 1859.

#### Decke, Kanzel, Kreuzaltar und Empore
Die hölzerne Flachdecke (1897), die Kanzel mit dem Schalldeckel (1895) und die Emporen (1897) wurden im Stil des Historismus gefertigt und zeigen alle die gleichen Memminger Schnitzereien. Die Brüstungen der Emporen wurden mit Verzierungen und Bibelworten versehen. Auf der Vertäfelung der Kanzel sind in Flachschnitztechnik die Evangelisten Markus mit dem Löwen, Lukas mit dem Stier, Matthäus mit dem geflügelten Menschen und Johannes mit dem Adler dargestellt. An der Unterseite schwebt die Taube des Heiligen Geistes im goldenen Strahlenkranz.
Der Kreuzaltar vor der Kanzel ist ein moderner, quadratischer Tisch des Herrn. Er wurde 1979 von dem Ehepaar Munz-Natterer aus Neuching geschaffen. Er besitzt bronzene Verbindungsstücke an den Seitenflächen und Ecken, die den Leib Christi darstellen sollen. Den Kreuzestod Christi symbolisiert ein Bergkristall.

#### Statuen

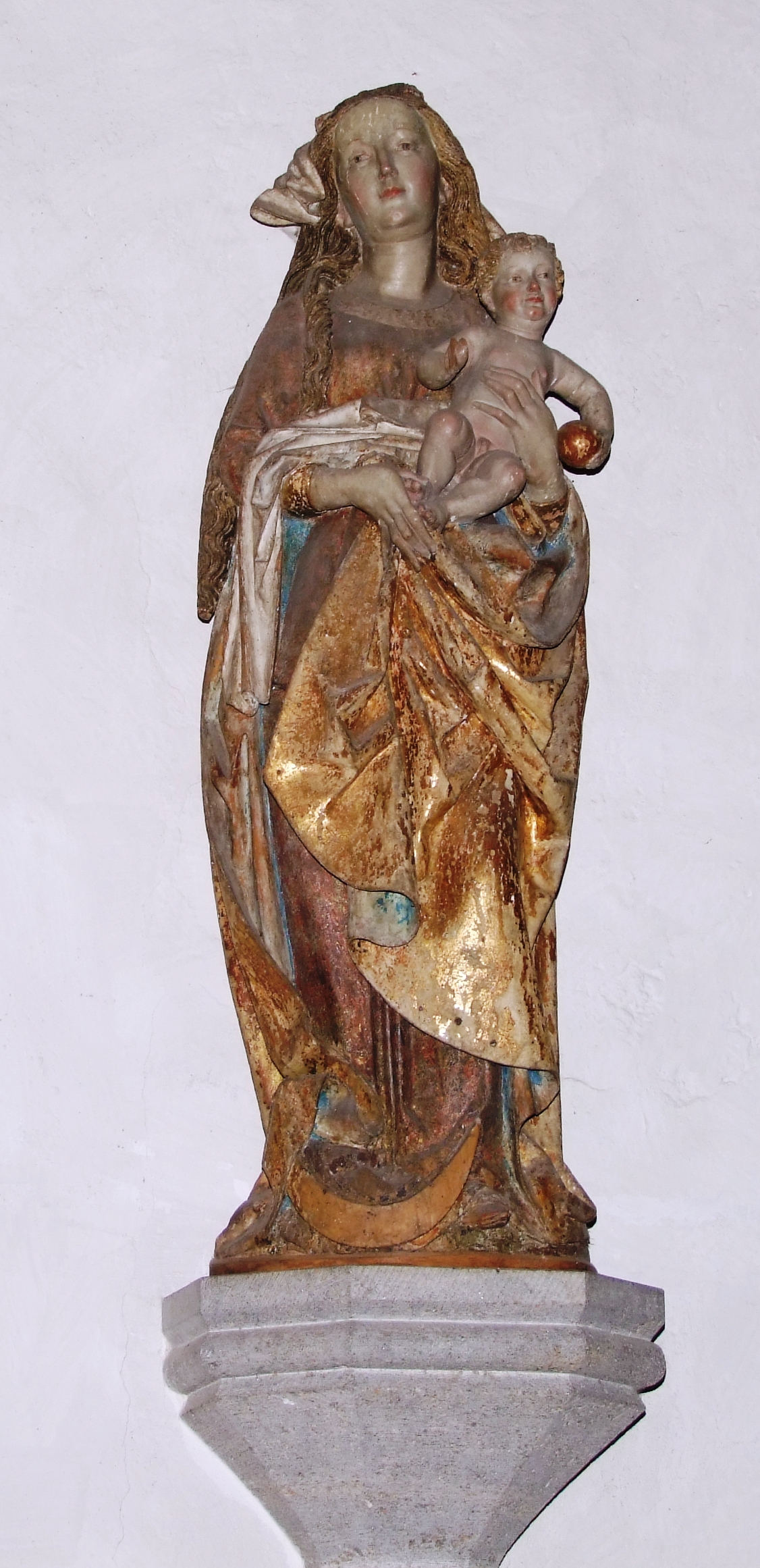
Die Hawanger Madonna von Ivo Strigel

Die Madonna an der Ostseite des nördlichen Seitenschiffes wurde um 1500 von Ivo Strigel geschaffen. Sie befand sich längere Zeit in einem Bauernhof in Hawangen, von dem sie ihren Namen hat. Die Mutter Gottes in goldenem Mantel mit blauem Futter trägt das Jesuskindlein auf dem Arm. Dieses hält die Weltkugel in der linken Hand. Die Hawanger Madonna gehört zum Typus einer Mondsichelmadonna: Unter ihrem rechten Fuß ist eine goldene Mondsichel angebracht mit einem männlichen Gesicht, von dem vermutet wird, dass es ein Selbstbildnis des Memminger Künstlers darstellt. Sie steht auf einem im 20. Jahrhundert angebrachten Steinsockel.
In der Kirche befinden sich außer der Hawanger Madonna noch zwei Holzstatuen. Der Gute Hirte an der Ostseite des Hauptschiffes ist eine vom Bildhauer Geiger aus Memmingen stammende Figur vom Ende des 19. Jahrhunderts. Sie trägt wallende rot-bräunliche Haare. Der rote Überwurf wird am Hals durch eine Brosche mit drei Perlen zusammengehalten, das Untergewand ist blau. Der Hirte trägt auf dem linken Arm ein Lamm, in der Rechten hält er einen gekrümmten Hirtenstab. Die Füße sind unbekleidet, zu seiner Linken sitzt ein Schaf. Von einer Figur in der Madonnennische des Chorraums kann derzeit nicht gesagt werden, wen sie darstellt. In der Sakristei befindet sich ein heiliger Johannes mit dunklem, langem, wallendem Haar. Der Überwurf ist golden, das Untergewand blau. Die Entstehungszeit sowie der Schöpfer der Figur sind unbekannt. Beide Statuen stammen aus dem Nachlass des Kunstmalers und Kunstsammlers Fritz Hail, den seine Schwester Luise Hail der Kirchengemeinde überließ.

#### Kirchengestühl
Das Gestühl der Osthälfte wurde 1979 aus Eiche unter Verwendung der alten Wangen von 1897 hergestellt. Das übrige Laiengestühl stammt aus verschiedenen Zeitepochen. Darunter befinden sich auch mittelalterliche Kirchenbänke, teilweise mit Schnitzereien. Eine Gestühlwange im nördlichen Seitenschiff trägt das Wappen der Vöhlin. Im südlichen Seitenschiff ist eine Kirchenbank von 1897 mit ornamentalen Schnitzereien und Bibelsprüchen erhalten.

### Steinmetzkunst
Auf den Konsolen der Säulen im Chor stehen sechs Steinfiguren. Sie wurden Ende des 19. Jahrhunderts hergestellt und farbig bemalt. Bei der Kirchenrenovierung in den 1950er Jahren mussten sie auf Veranlassung des Landesamtes für Denkmalpflege in Augsburg grau gestrichen werden. Sie stellen Männer dar, die einen bedeutenden Einfluss auf die Ausbreitung der Reformation hatten, und zwar Martin Luther, Philipp Melanchton, Kurfürst Friedrich den Weisen, Gustav Adolf von Schweden, Christoph Schappeler und Ambrosius Blarer.
Das von einem unbekannten Künstler geschaffene Taufbecken in der sogenannten Minnerschen Kapelle, der einzigen Kapelle des Südschiffes, stammt aus dem Jahr 1565 und wurde aus Rotmarmor gefertigt. Es weist große stilistische Ähnlichkeit mit dem ebenfalls aus Rotmarmor geschaffenen Taufbecken der St. Martinskirche auf.

## Grabplatten

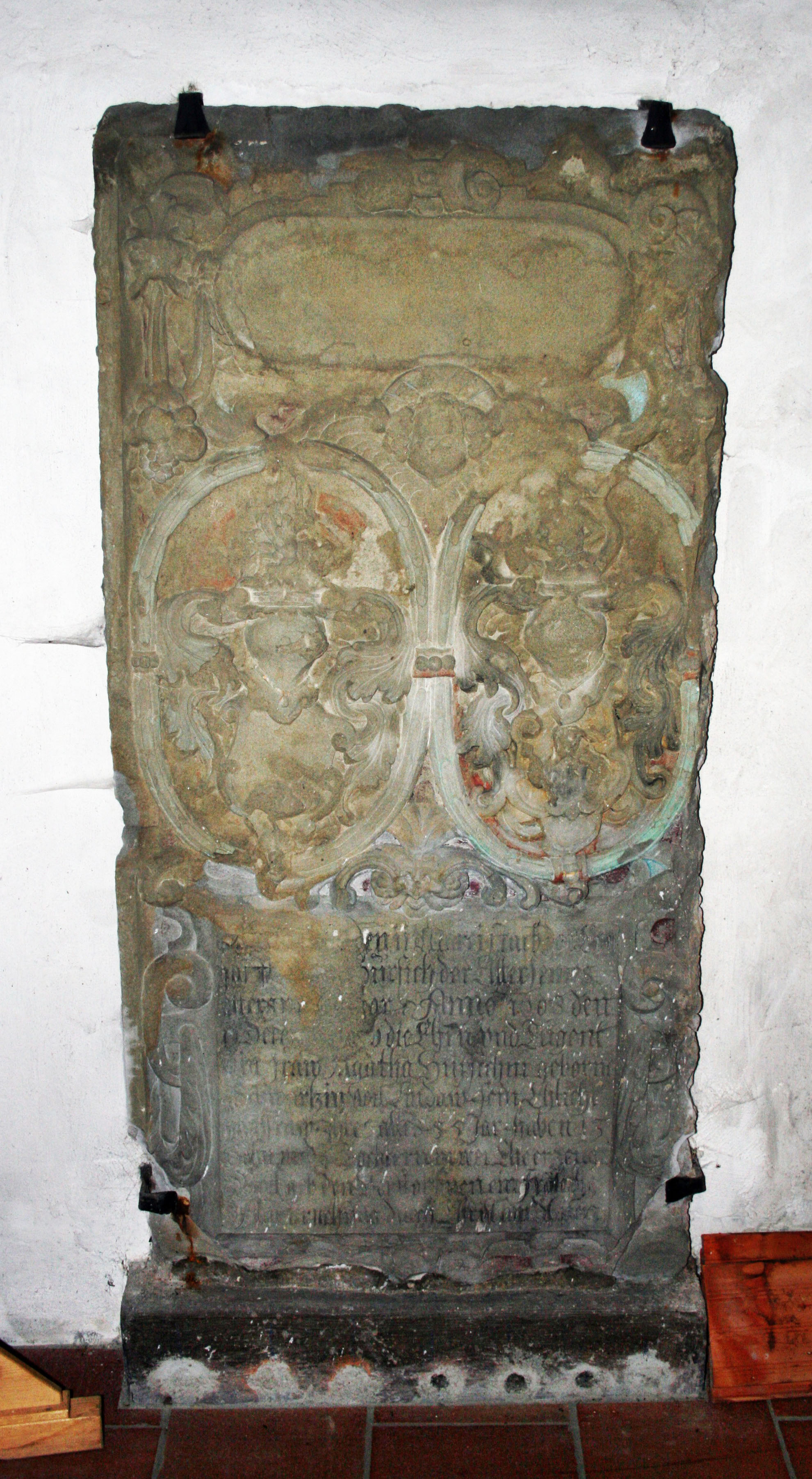
Epitaph des Patriziers Jörg Hürsich und seiner Frau von 1606/1608

Die früher am Boden und an der Außenwand befindlichen Grabplatten wurden während der Renovierungen der Kirche immer wieder versetzt. Heute befinden sie sich in den Seitenkapellen und im nördlichen Vorzeichen; im nördlichen Seitenschiff hängen die größten noch erhaltenen Epitaphien. Die Schrift von dreien kann noch entziffert werden, die der übrigen ist meist so verwittert, dass sie nicht mehr lesbar ist. Die älteste Grabplatte stammt von dem Kaplan Konrad Schriber aus dem Jahr 1439. Daneben befindet sich die des Memminger Handelsherrn und Patriziers Jörg Hürsich und seiner Ehefrau von 1606 bzw. 1608. Viele stammen auch von verstorbenen Franziskanerinnen des gegenüberliegenden Klosters. Die Platte vom Grab des Hans Vöhlin, dem größten Stifter der Kirche, ist in der westlichen Seitenkapelle des Nordschiffes, der Möttelinkapelle, an der Wand befestigt. Sie wurde 1441 geschaffen und ist stark verwittert.
Im nördlichen Vorzeichen befinden sich am Boden mehrere circa 30 × 30 Zentimeter große Platten mit den eingemeißelten Namen von Nonnen des Franziskanerinnenklosters.

## Orgel

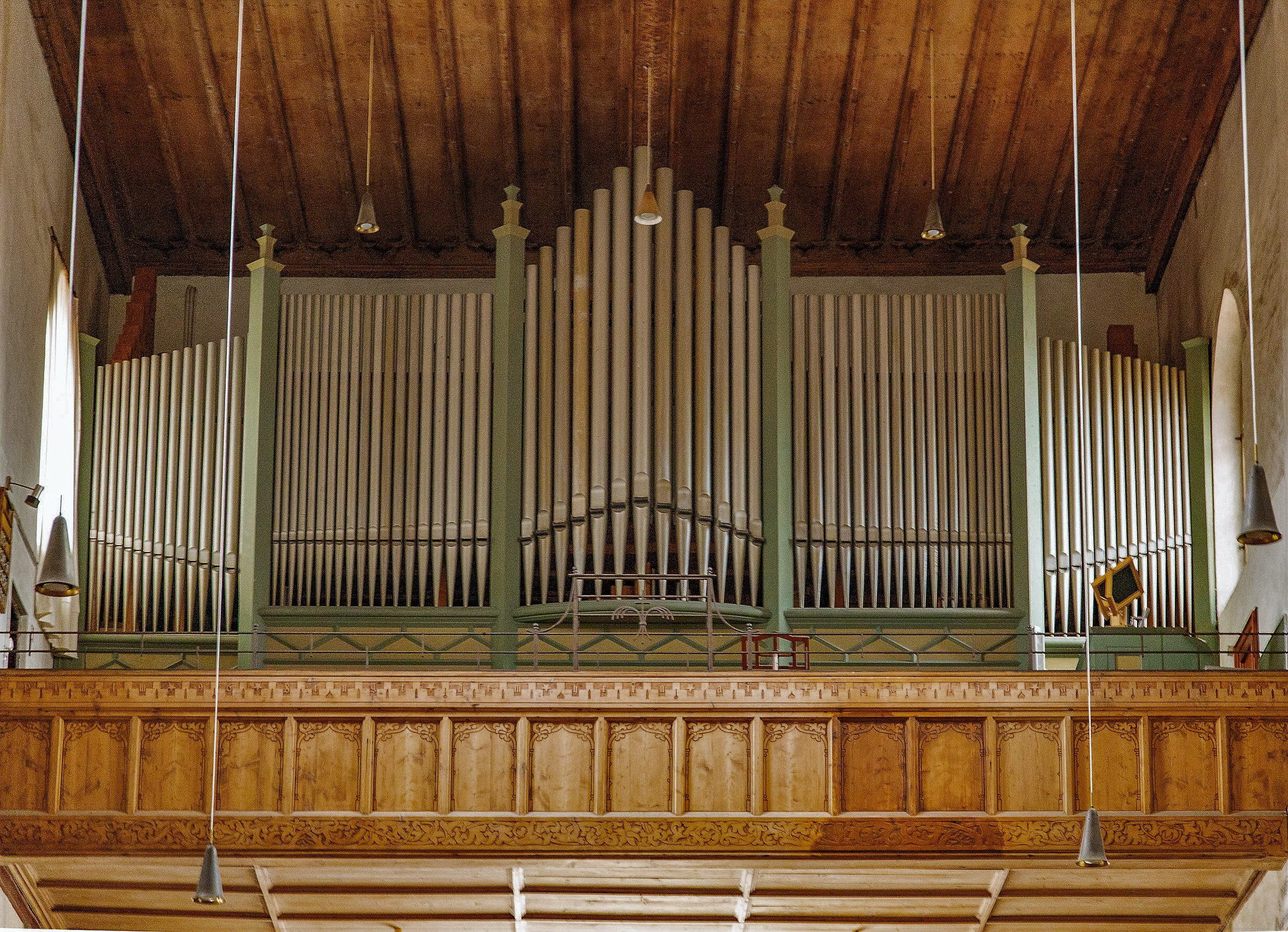
Steinmeyer-Orgel auf der Westempore

Die erste Orgel, etwa 1487 von Hans Vöhlin gestiftet, befand sich auf einer Empore am Standort der heutigen Kanzel. Das Orgelhäusle ob der Kanzel wurde 1659 erneuert, die neue Orgel jedoch erst 1662 angeschafft. Diese blieb dort bis Eberhard Walcker 1850 eine neue Orgel mit zwei Manualen, Pedal und 25 Registern baute.
Die heutige Orgel wurde im Jahre 1929 von der Firma Steinmeyer aus Oettingen als opus 1512 gebaut. Sie besitzt 52 klingende Register, verteilt auf drei Manualwerke und Pedal. Die Traktur ist elektropneumatisch.
Die Orgel hat den Zweiten Weltkrieg im Wesentlichen unbeschadet überstanden und blieb in den Nachkriegsjahren vor größeren Veränderungen verschont.
| I Hauptwerk C–a’’’ |       |
| Bordun             | 16′   |
| Prinzipal          | 8′    |
| Gamba              | 8′    |
| Gemshorn           | 8′    |
| Rohrflöte          | 8′    |
| Oktav              | 4′    |
| Spitzflöte         | 4′    |
| Oktav              | 2′    |
| Quinte             | 2 ⁄3′ |
| Kornett            | 8′    |
| Mixtur VI          | 2 ⁄3′ |
| Scharf             | 1′    |
| Trompete           | 8′    |

| II Schwellwerk 1 C–a’’’ |        |
| Gedeckt                 | 16′    |
| Prinzipal               | 8′     |
| Salizional              | 8′     |
| Nachthorngedeckt        | 8′     |
| Quintade                | 8′     |
| Flöte 0                 | 8′     |
| Kleinprinzipal          | 4′     |
| Gemshorn                | 4′     |
| Rohrflöte               | 2′     |
| Quinte                  | 2 ⁄3′  |
| Terz                    | 1 3⁄5′ |
| Mixtur III              | 2′     |
| Oboe                    | 8′     |
| Schalmei                | 4′     |
| Tremulo                 |        |

| III Schwellwerk 2 C–a’’’ |       |
| Prinzipal                | 8′    |
| Gemshorn                 | 8′    |
| Unda maris               | 8′    |
| Violflöte                | 8′    |
| Gedackt                  | 8′    |
| Praestant                | 4′    |
| Kleingedeckt             | 4′    |
| Oktav                    | 2′    |
| Blockflöte               | 2′    |
| Sifflöte                 | 1′    |
| Gemshorn                 | 1 ⁄3′ |
| Mixtur III–IV            | 1 ⁄3′ |
| Cymbel III               | 1⁄2′  |
| Rankett                  | 16′   |
| Krummhorn                | 8′    |

| Pedal C–f’    |         |
| Prinzipalbass | 16′     |
| Violon        | 16′     |
| Subbass       | 16′     |
| Zartbass0     | 16′     |
| Quintbass     | 10 2⁄3′ |
| Prinzipalbass | 8′      |
| Gedackt 0     | 8′      |
| Rohrflöte     | 8′      |
| Oktave        | 4′      |
| Waldflöte     | 2′      |
| Mixturbass V  | 2 ⁄3′   |
| Posaune       | 16′     |
| Rankett 0     | 16′     |
| Krummhorn 0   | 8′      |

- Koppeln: II/I, III/I, III/II, I/P, II/P, III/P.
- Spielhilfen: zwei freie Kombinationen; Pianopedal II, III; Crescendowalze; Generaltutti; Pedaltutti; Absteller (Pedalregister, Handregister, Zungen, Mixturen, Walze).
- Anmerkung

1. ↑  ab c’’ überblasend
2. ↑  aus Gedeckt 16' von SW 1
3. ↑  aus Nachthorngedeckt 8' von SW 1
4. ↑  aus Rankett 16' von SW 2
5. ↑  aus Krummhorn 8' von SW 2

## Glocken

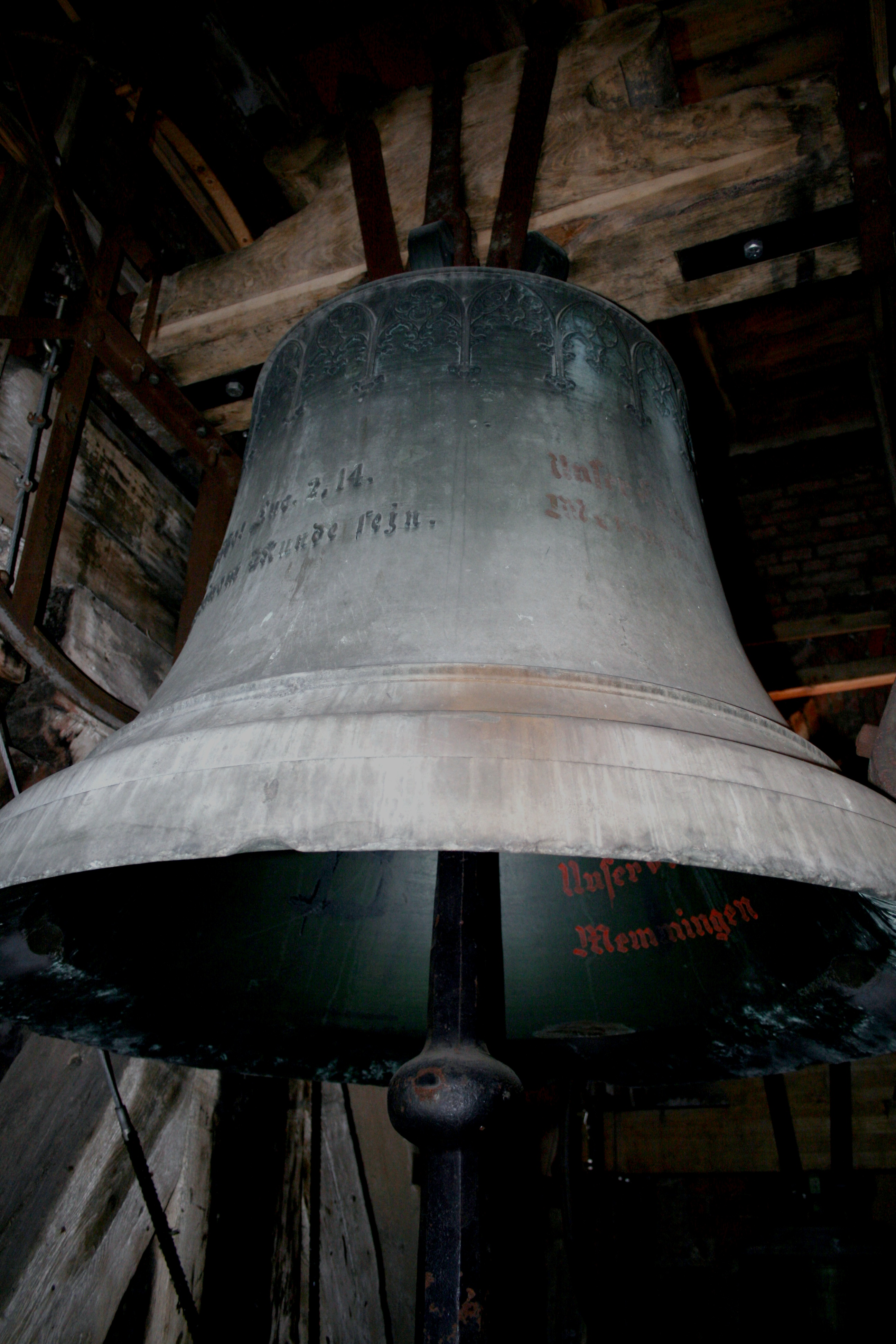
Die Lobeglocke von 1852

Die ursprünglichen Glocken wurden mehrmals umgegossen, zuletzt 1852, als einige rissig geworden waren. Die älteste und größte Glocke stammte aus dem Jahr 1530. 1912 mussten die drei kleineren für den Ersten Weltkrieg abgegeben werden und wurden 1921/22 durch neue ersetzt. Auch im Zweiten Weltkrieg mussten die Glocken für Rüstungszwecke abgeliefert werden. Ein Teil davon kam nicht wieder zurück. Die neuen Glocken stammen aus den Jahren 1953 und 1961.
- Die Lobeglocke wiegt 1.200 kg und ist auf den Ton es1 gestimmt. Sie trägt den Spruch „Ehre sei Gott in der Höhe. – Sein Lob soll immerdar in meinem Munde sein“ und dient als Stundenglocke. Sie ruft zehn Minuten lang die Gläubigen zum Gottesdienst und läutet danach weitere fünf Minuten gemeinsam mit den anderen drei Glocken. Die Lobeglocke wurde 1530 angeschafft und am 1. Juli 1852 von Johannes Hermann aus Memmingen umgegossen. Am 31. Oktober 1852 wurde sie wieder erstmals geläutet. Unter der Jahreszahl 1852 ist das Hermannsche Wappen (Widder) eingraviert. Im Zweiten Weltkrieg kam die Glocke am 30. Mai 1947 vom Glockenfriedhof wohlbehalten zurück.
- Die Rufglocke mit dem Gewicht von 700 kg und dem Ton ges1 trägt den Spruch „Deine Toten werden leben“. Sie wird auch Gefallenen-Gedächtnis-Glocke genannt. Sie läutet während des Vaterunsers im Gottesdienst, während des Morgen- und Abendgebetes, um zwölf Uhr zum Friedensgebet und bei Beerdigungen. Sie wurde am 19. November 1917 vom Glockenturm geholt, kam aber unversehrt zurück. Im Zweiten Weltkrieg musste sie wiederum für Rüstungszwecke abgeliefert werden und kam nicht mehr zurück. Die heutige Rufglocke wurde am 28. Dezember 1953 erstmals geläutet.
- Die Dienerglocke ist auf den Ton as1 gestimmt. Sie wurde 1961 von Eduard Schultz, dem Inhaber der Firma Magnet-Schultz zum Andenken an seine Mutter, Elisabeth Schwerdtfeger, gestiftet. Sie trägt den Spruch „In Christo gilt der Glaube, der durch die Liebe tätig ist“ und das Wappentier der Schwerdtfegerschen Apotheke, das Einhorn. Sie dient zum Elf-Uhr-Läuten. Nach dem Zweiten Weltkrieg kam sie nicht wieder in die Stadt zurück. Am 5. März 1961 wurde die neue Glocke aufgezogen.[13]
- Die Betglocke wiegt sieben Zentner und ist auf den Ton b1 gestimmt. Im Ersten und Zweiten Weltkrieg kam sie auf den Glockenfriedhof, von wo sie jeweils wieder zurückkehrte. Sie wurde im Jahre 1953 umgegossen und am 28. Dezember aufgezogen. Sie schlägt die Viertel-, halbe und Dreiviertelstunde.[9]

## Nutzung der Kirche

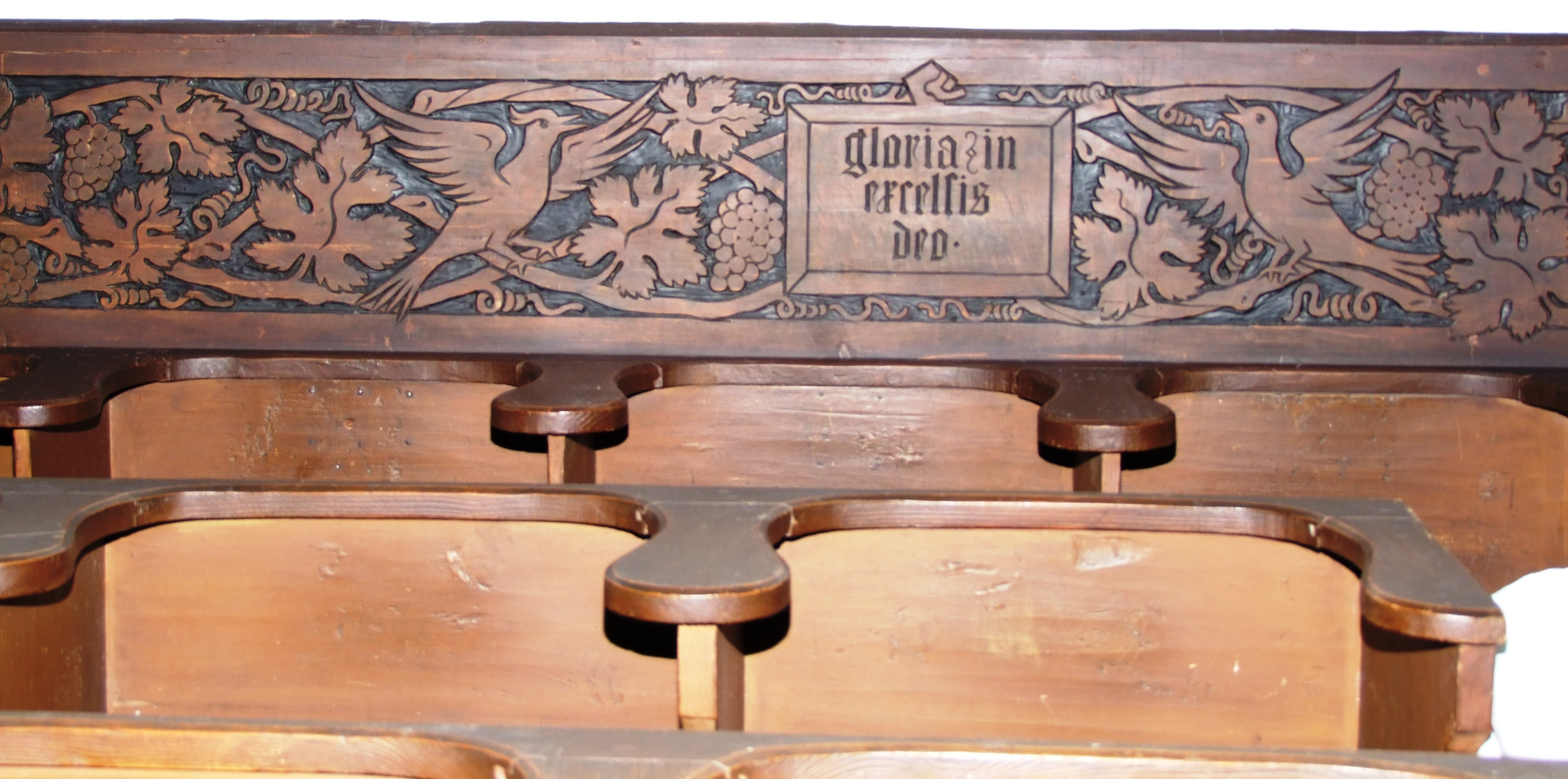
Das Renaissancegestühl im Südschiff

Die Stadtpfarrkirche wurde vor der Reformation von der katholischen Stadtbevölkerung sowie ab 1341 von den römisch-katholischen Kreuzherren und ab etwa 1444 den Nonnen des gegenüberliegenden Franziskanerinnenklosters Maria Garten benutzt. Ab etwa 1530 war die Kirche zweigeteilt und war nach dem Mindelheimer Vertrag von 1569 das Gotteshaus der katholischen und der reformierten Stadtbevölkerung. Sie stand im ärmeren Stadtviertel, der sogenannten Wegbachsiedlung, die auch Wegbachvorstadt genannt wurde. Nach dem Ende der Reichsstadtzeit 1803 wurde die Kirche teilweise als Waffenlager, Krankenhaus und Lagerhalle umgewidmet. Seit 1811 gehört die Kirche der lutherischen Kirchengemeinde Unser Frauen. Bis zum Bau des Gemeindehauses in den 1990er Jahren wurde das Langhaus auch als Gemeindehaus verwendet.
Heute finden Gottesdienste, Meditationen und Konzerte in der Kirche statt. Gottesdienste werden in der Regel jeden Sonntagvormittag abgehalten. Das Gemeindehaus befindet sich nördlich der Kirche gegenüber dem Chor. Das Gemeindeleben ist äußerst rege. Pfarrer ist derzeit Claudius Wolf.

## Pfarrbezirk
Der Pfarrbezirk der Kirche war vor der Säkularisation und den neuen Baugebieten der 1950er und 1960er Jahre die südliche Altstadt, etwa vom Weinmarkt bis zur Hohen Wacht. Mit den neuen Baugebieten wuchs auch die Gemeinde stark an, weshalb sich das Dekanat Memmingen dazu entschloss, neue Gemeinden in den Neubausiedlungen zu gründen. Seit etwa 1970 ist der Pfarrbezirk die Südstadt ausgehend vom Weinmarkt. Da die meisten Neubaugebiete in der Ost-, West- und Nordstadt mit den Stadtteilen geschaffen wurden, schrumpfte die Gemeinde von 3600 (1980) auf heute etwa 1800 Gemeindemitglieder. Zur Kirchengemeinde gehört die evangelische Bevölkerung von Benningen.